# Histoire de Caen

Blason de Caen

Cet article traite de l'histoire de Caen.

## Préhistoire
Il existait sur le site de la ville de Caen des petits noyaux d'habitats préhistoriques dispersés sur les bords de l'Odon et sur les hauteurs, notamment à Beaulieu,. Les signes d'occupation commencent au paléolithique ancien. Plusieurs vestiges néolithiques ont été découverts sur les hauteurs de la ville (La Guérinière ; derrière le moulin au Roy, actuel campus 1 ; route de Lion) et dans la vallée de l'Orne et de ses affluents (place de la République ; dans le secteur de l'abbaye aux Hommes ; lors de la construction du pont de Vaucelles ; autour de l'église Saint-Ouen). Les fouilles tendent à prouver une occupation préhistorique assez intense. Des artéfacts fabriqués dans d'autres régions (massif armoricain probablement) démontrent que les établissements néolithiques caennais étaient intégrés à des courants commerciaux.

## Antiquité et haut Moyen Âge
Le vicus gallo-romain

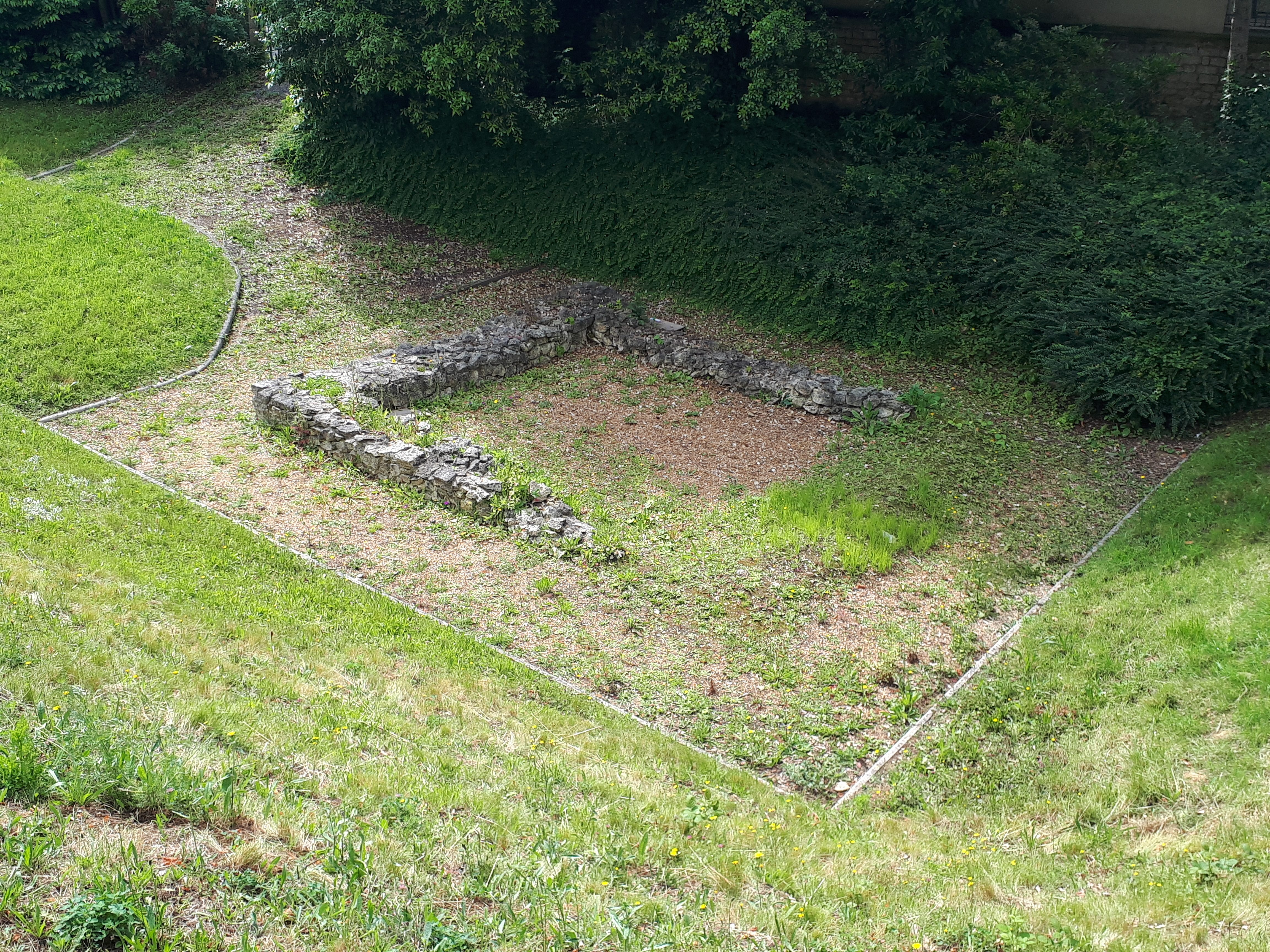
Vestige du fanum.

Du Ier au IIIe siècle, un bourg se développe à l'emplacement de l’actuelle abbaye aux Hommes à proximité d'une voie romaine reliant Augustodurum (Bayeux) à Noviomagus Lexoviorum (Lisieux). Il serait dû aux Saxons installés là par les Romains. Même s'il est difficile d'évaluer le degré exact d'urbanisation du secteur, il semble que l'occupation humaine était dispersée à l'intérieur d'un périmètre qui s'étendait sur environ huit hectares et dont les limites étaient probablement :
- au nord, la voie romaine (actuelles rues Saint-Martin et de Bayeux) ;
- à l'est, le site de l'église Saint-Étienne-le-Vieux, voire au-delà (rue aux Fromages)[5] ;
- au sud, le Grand Odon marquant la limite avec les marais (actuelle rue du Carel) ;
- à l'ouest, la partie orientale du site du Bon-Sauveur.

Ce bourg n'était qu'un vicus sans fonctions politiques ou administratives, ce rôle étant attribué à Aregenua, capitale des Viducasses située à une quinzaine de kilomètres au sud de Caen. Les fouilles menées de 1979 à 1981 dans l’enceinte de l’ancienne École Normale (actuelle artothèque de Caen) ont permis de mieux cerner l'organisation du vicus gallo-romain. Sa vocation était essentiellement artisanale : four de tuilier et son habitation, une installation de tanneur avec son réseau de fosses et les vestiges d’un atelier de tabletterie avec de nombreux éclats d’os. Le bourg bénéficie de sa situation. Établi sur une voie à proximité du franchissement de l'Orne, il était de surcroît situé entre Aregenua et la mer. Enfin les nombreuses villas de la plaine de Caen formaient un marché où écouler les productions artisanales du vicus tout en simplifiant les problèmes de ravitaillement.
Les fondations de la cella d’un fanum ont également été découvertes lors des fouilles de la salle des gardes, près de l’hôtel de ville, et ont été conservés. De plan rectangulaire (6,2 × 5,25 m), cette cella était constituée de pierres sèches grossièrement équarries et revêtues à l'extérieur d'un enduit peint. Il semble qu'un fragment de mur trouvé à 4,5 mètres de la cella corresponde au péribole du temple.
Une organisation viaire et un réseau de fossés de drainage extrêmement dense ont également été mis au jour. Le premier système, constitué d'un apport massif de remblais censés stabiliser les berges de l'Odon, est un échec et les berges de l'Odon sont progressivement abandonnées. Un canal, traversant le vicus d'ouest en est, est alors creusé à la fois pour assainir le terrain et pour servir également d'installations portuaires sommaires : les berges du canal sont aménagées et la voie d'eau est assez large pour permettre le passage de barques à fond plat.
La migration vers les coteaux
Le bourg connait de profonds changements au IIIe siècle. À partir de 275, les invasions barbares mettent fin à la prospérité antérieure et désorganisent les réseaux commerciaux. On constate que le bourg artisanal se tourne progressivement vers les activités agricoles. À la même époque, la transgression marine dunkerquienne provoque une montée progressive des eaux qui a pour conséquence une multiplication des inondations, comme en témoignent les dépôts de limons de plus en plus rapprochés constatés sur le site. À la fin du IIIe siècle, les bâtiments sont laissés au marécage qui progresse et les habitants se déplacent vers le coteau légèrement plus au nord le long de la rue Saint-Martin,.
Aregenua perd de son importance et l'actuel territoire de Caen passe sous l'influence d'Augustodurum. Au VIIe siècle, des missionnaires venus de Bayeux, notamment saint Regnobert, fondent des oratoires, entourés de leur cimetière, le long de l'ancienne voie romaine au centre de petits villages isolés dans la vallée de l'Orne et des Odon : Saint-Martin à proximité de l'ancien fanum, Saint-Julien de Calibourg, Saint-Pierre de Darnetal et Saint-Jean. Les invasions normandes viennent interrompre cet essor préurbain.

## La ville au Moyen Âge

### Caen sous les ducs de Normandie

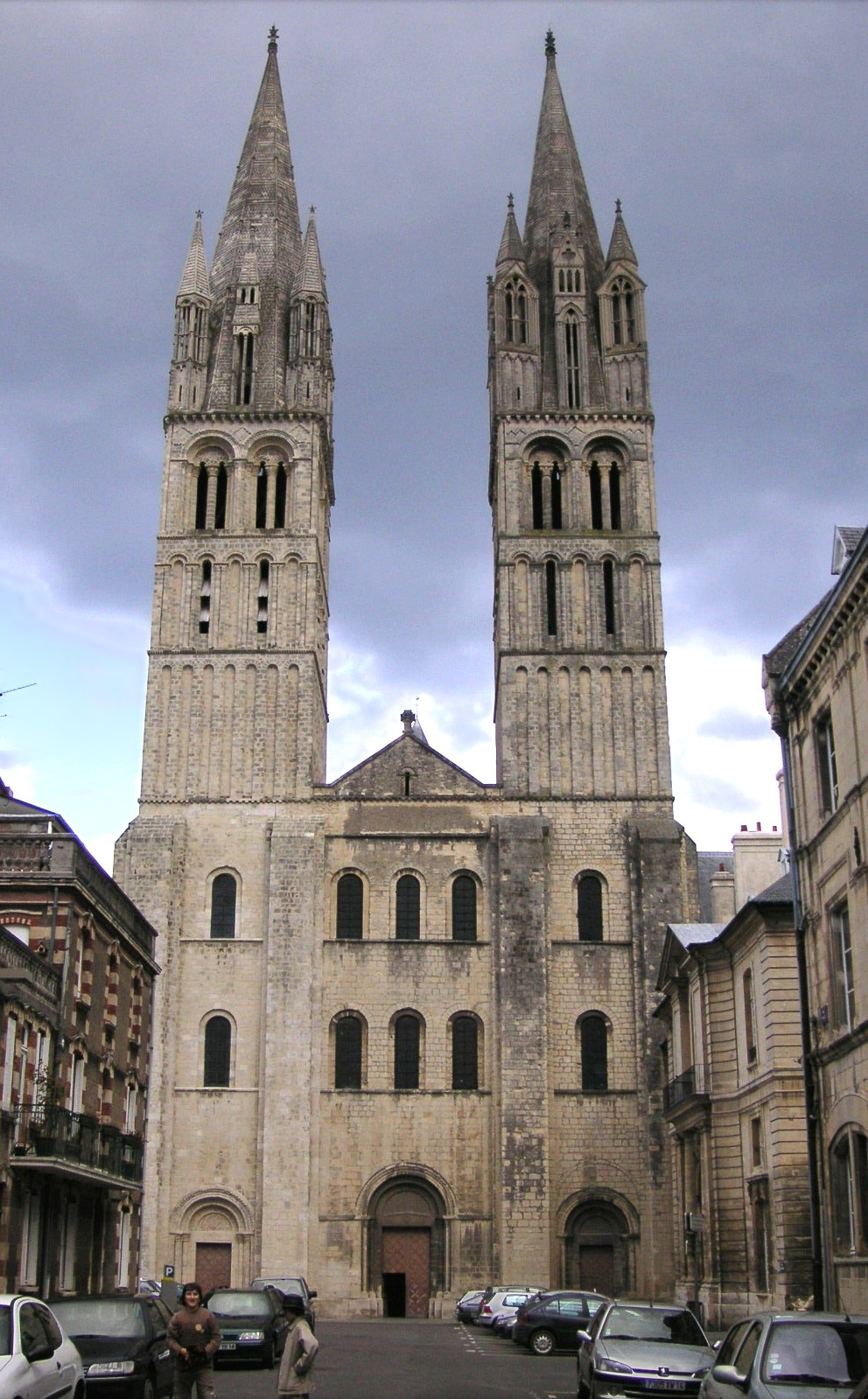
Façade de l'église Saint-Étienne (XIe siècle).

Les prémisses du développement urbain.
Au Xe siècle, un nouvel essor urbain accompagne le grand redémarrage du duché de Normandie. La production agricole est en hausse. Les seigneurs entreprennent de contrôler cette richesse en marquant leur mainmise sur leurs terres. Ils tentent alors de canaliser le développement de l'habitat dans des bourgs où se réunissent les marchés locaux en les protégeant par un château qui a ainsi une valeur tant défensive que politique. Ce développement urbain est souvent accompagné de la fondation d'une abbaye ou d'un prieuré. Située dans la riche plaine de Caen, la ville de Caen correspond parfaitement à ce schéma.
Dès le Xe siècle, le secteur de la ville de Caen se développe en lien avec les progrès de l'agriculture et du commerce. Signe de cette croissance urbaine, les paroisses Saint-Étienne, Saint-Sauveur, Saint-Georges, Saint-Gilles et probablement Saint-Michel-de-Vaucelles sont fondées à cette époque. Une ville, constituée de plusieurs noyaux, commence à se structurer sur l'axe reliant Saint-Pierre à Saint-Martin en passant par Saint-Sauveur. Au début du XIe siècle, le premier texte se référant au bourg de Caen (la charte de l’abbaye de Fécamp) décrit « la ville qui s'appelle Cathim, sur la rivière Orne, de part et d'autre, avec ses églises, ses vignes, ses prés, ses moulins, avec le marché, le tonlieu et le port, et toutes ses dépendances ».
Mais ce mouvement urbain est confirmé et considérablement accru au XIe siècle par la politique de Guillaume le Conquérant et Mathilde de Flandre. Dans le milieu du XIe siècle déjà, le duc de Normandie s'intéresse à la petite ville située au confluent de l'Orne et de l'Odon. En 1047, après sa victoire à la bataille de Val-ès-Dunes, le duc de Normandie organise le concile de la Trêve de Dieu sur la rive droite de l'Orne vers Vaucelles et fait construire en 1061 la chapelle Sainte-Paix (alors sur le territoire de Mondeville) pour recueillir des reliques de saints amenées pour cette occasion.
Caen, deuxième ville de Normandie.
Mais ce n'est que dans la deuxième partie du XIe siècle qu'il fait de Caen la capitale secondaire du duché. Guillaume le Conquérant s'inscrit en effet dans le schéma classique qui a permis l'essor de l'urbanisation en Normandie (marché + château + établissement religieux). Mais la portée de ses actes n'est pas la même ; ce n'est pas un seigneur local, mais le duc lui-même qui souhaite marquer un territoire plus vaste que celui de la plaine de Caen. Il fait donc édifier une vaste forteresse sur l'éperon rocheux dominant la vallée de l'Orne ; le duc et sa cour résident plusieurs fois dans le château de Caen qui devient un lieu du pouvoir administratif et judiciaire. Mais c'est surtout la fondation des deux abbayes qui marque la volonté de Guillaume le Conquérant de marquer son emprise sur la basse Normandie. Sous le règne de Guillaume le Conquérant, de nombreux établissements religieux sont fondés dans la partie ouest du duché afin d'y densifier la maille alors beaucoup plus lâche que dans la vallée de la Seine. Mais sur les 18 abbayes élevées à cette époque, seules deux, celles de Caen, sont fondées directement par le duc lui-même, les autres étant créées par des seigneurs locaux et reconnues ensuite par le duc. Le couple ducal fonde donc deux grandes abbayes à l'est et à l'ouest du tissu urbain existant. En choisissant de s'y faire inhumer — en 1083 à l'abbaye aux Dames pour Mathilde de Flandre et en 1087 à l'abbaye aux Hommes pour Guillaume le Conquérant — Guillaume et Mathilde inscrivent dans la durée l'attention des ducs-rois pour la ville de Caen.
De fait, les descendants de Guillaume le Conquérant confortent le développement de la cité. D'un gros bourg de constitution anarchique, Caen devient la capitale secondaire de la Normandie,, au détriment de Bayeux qui voit sa prééminence rapidement remise en cause. Ainsi, c'est dans la cité développée par leur père que Guillaume le Roux, roi d'Angleterre, et son frère aîné, Robert Courteheuse, duc de Normandie, signent en 1091 le traité de Caen censé régler les querelles de succession. Fait exceptionnel, Guillaume le Roux dépose les insignes royaux (couronnes et sceptres) de ses parents au trésor des deux abbayes où ils sont inhumés. La ville se développe sous Robert Courteheuse qui fait creuser un canal entre l'Orne et l'Odon formant ainsi l'Île Saint-Jean ; ce bras d'eau, appelé canal Robert, a pour effet d'assainir ce terrain marécageux, d'offrir une protection face aux agressions extérieures et d'ouvrir un bief permettant l'érection de moulins. Son frère, Henri Ier Beauclerc, qui s'empare du royaume d'Angleterre en 1100 et du duché de Normandie six ans plus tard, fait aménager le château en construisant un donjon et une nouvelle salle d'apparat (actuelle salle de l'Échiquier). À partir de 1170, sous le règne de Henri II d'Angleterre, une partie de l'administration fiscale et judiciaire est fixée à Caen.
En 1203, Jean sans Terre affranchit la commune de Caen qui peut alors se doter d’un beffroi, d’une cloche, d’un sceau et d’un hôtel de ville, bâti sur le pont Saint-Pierre. Au début de l'hiver 1203, alors que le roi de France Philippe Auguste fait le siège de Château-Gaillard, le 5 décembre 1203 Jean sans Terre effrayé regagne l'Angleterre, mais fête Noël à Caen, et le 10 février 1204 adresse à ses sujets un manifeste.
Structure urbaine.

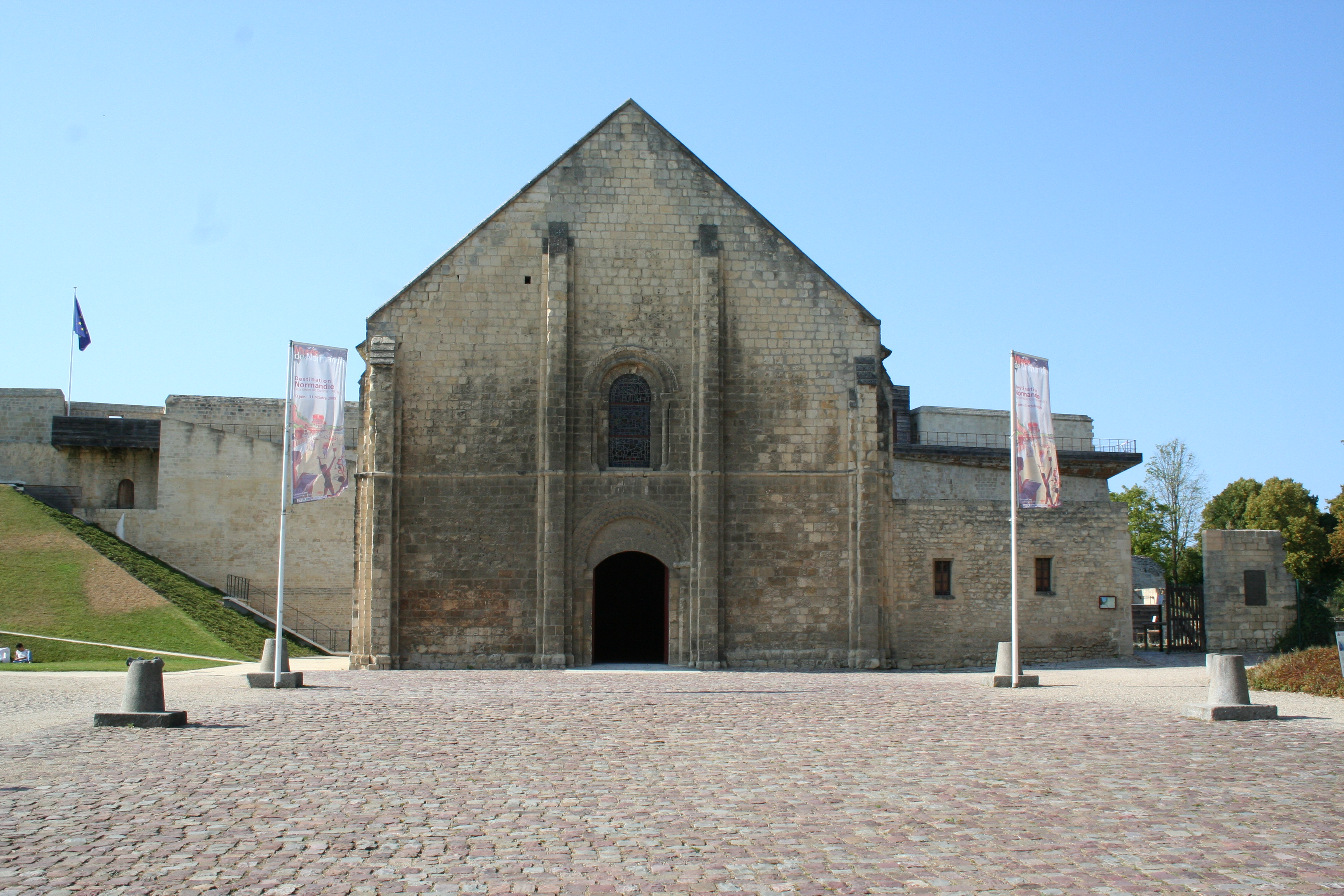
Aula d'Henri Ier Beauclerc dans le château de Caen.

La croissance amorcée au Xe siècle s'accélère à partir du XIe siècle. C'est à cette époque que l'armature urbaine s'établit durablement. Selon un modèle classique en Occident depuis le Xe siècle, la ville est découpée en plusieurs bourgs placés sous des juridictions différentes. Classiquement dans les villes occidentales, on trouve un bourg seigneurial et un bourg épiscopal/abbatial. Puisqu'il n'y a pas d'évêque à Caen, mais deux abbayes, la ville est divisée en trois bourgs : Bourg-le-Duc, appelée par la suite Bourg-le-Roi ; Bourg-l'Abbé, autour de l'abbaye aux Hommes ; Bourg-l'Abbesse autour de l'abbaye aux Dames. Bourg-le-Roi, qui dépend directement des ducs de Normandie, correspond plus ou moins au centre-ville ancien actuel. Il englobe la ville préexistante qui s'était formée sur les rives de l'Odon. En fait, il se pourrait que le statut de bourg lui ait été accordé dès 1024, la ville étant qualifiée de burgus dans une charte de Richard II de Normandie , ; en tout état de cause, les deux autres bourgs ont été créés par Guillaume le Conquérant.
Le bourg ducal est entouré d'une enceinte entre la fin des années 1060 et le milieu des années 1070. Mais il ne semble pas que celle-ci ait alors eu une réelle valeur défensive ; elle était plus probablement destinée à délimiter Bourg-le-Roi des faubourgs placés sous la juridiction des abbayes. Cette délimitation ne respecte pas la structure territoriale existante, certaines paroisses étant coupées en deux. Ainsi la paroisse Saint-Pierre, située principalement à l'intérieur des limites de Bourg-le-Roi, englobe le Vaugueux situé à l'extérieur des murs de la ville et faisant partie de Bourg-l'Abbesse. À ces trois bourgs, s'ajoutent le château et le village qui se développe autour de l'église Saint-Georges. Cet ensemble ne communique pas directement avec la cité ; son seul accès est situé au nord, vers le coteau menant au plateau de la plaine de Caen, alors que la ville se développe principalement dans la vallée de l'Orne en contrebas. Ce n'est que bien plus tard, au XIVe siècle, qu'une véritable porte sera aménagée entre la ville et son château.
Bien que n'étant pas une ville romaine comme Rouen ou Bayeux, la ville de Caen en reprend la structure principale. Elle s'organise autour de deux axes se coupant presque perpendiculairement. Une sorte de cardo (axe nord-sud) est formée par l'ancienne voie romaine (rue Saint-Jean et rue de Geôle). Traversant Bourg-le-Roi et reliant les trois bourgs entre eux, la grande rue (actuelle rue Saint-Pierre) tient lieu de decumanus. Le croisement de ces deux axes, juste au pied du château, forme un des principaux carrefours de la ville, le carrefour Saint-Pierre, embryon de l'actuelle place Saint-Pierre. Autour de cet espace central clairement délimité, se développent des faubourgs : Vaucelles au débouché du pont sur l'Orne au sud, Calibourg (Saint-Julien) au nord, le Vaugueux et le quartier Saint-Gilles à l'est, Saint-Martin à l'ouest. Afin de développer les faubourgs dépendants de Bourg-l'Abbé, Guillaume le Conquérant fonde deux églises, censées être le point de départ de l'urbanisation : l'église Saint-Nicolas, au nord de l'église Saint-Martin, et Saint-Ouen à Villers. Cette démarche est un échec et ces deux secteurs ne connaitront une occupation massive qu'à partir du XXe siècle.

### L'incorporation au domaine royal français
Au cours de l’incorporation du duché au domaine royal par le roi Philippe II Auguste, Caen tombe le 21 mai 1204, avant Rouen. Le roi de France conserve les droits municipaux et remanie profondément les défenses du château (construction de la chemise du donjon et de la porte des Champs).
Si la ville perd de son importance politique, elle conserve son importance économique et demeure la ville la plus importante de la Normandie occidentale. L'étude de l'anthroponymie confirme que 1204 ne constitue pas une rupture totale puisqu'il n'y a pas de renouvellement général des familles dominantes.

### Guerre de Cent Ans

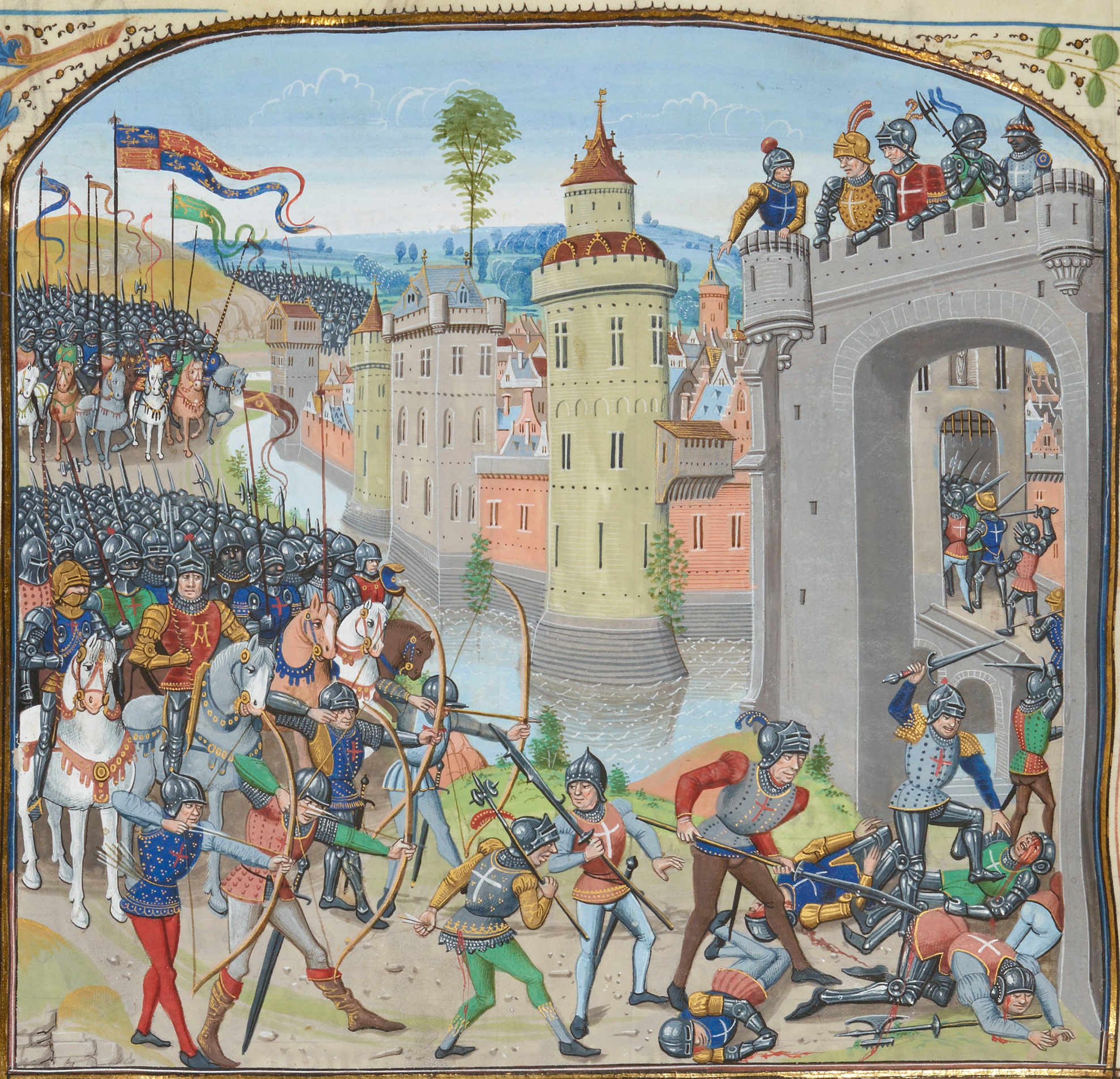
Prise de la ville en 1346

#### Le siège de 1346
Pendant la guerre de Cent Ans, la ville se trouve plusieurs fois au cœur des combats. Après avoir débarqué par surprise le 12 juillet 1346 à Saint-Vaast-la-Hougue, Édouard III d'Angleterre chevauche vers Caen, ville drapière prospère et un port relativement important (la ville plus grosse qe nulle ville Dengleterre, horspris Loundrez selon Michaël de Northburgh). L'armée anglaise arriva sous les murs de la ville le 26 juillet. Le mauvais état et l'inégalité des fortifications de la ville, ainsi que la désorganisation de la défense permettent aux Anglais de prendre la ville le jour même, après toutefois un combat « long et acharné » selon le roi d'Angleterre lui-même. Pour se venger de cette farouche résistance des Caennais, Édouard III ordonne le massacre de la population et l'incendie de la ville. Geoffroy d'Harcourt, seigneur normand au service des Anglais, parvient à convaincre le roi de suspendre cette tuerie, mais la cité et les deux grandes abbayes sont mises à sac durant trois jours. Le roi quitte Caen le 31 juillet avec le plus gros de ses forces pour continuer sa chevauchée à travers le reste de la Normandie, le Vexin, le Beauvaisis, le Vimeu, le Ponthieu, le Boulonnais et le Calaisis. L'unité de 1 500 hommes laissée à Caen pour prendre le Château est exterminée par les Caennais et les défenseurs du château.

#### Le relèvement des défenses et ses conséquences
Une fois sa liberté retrouvée, la ville entreprend de relever ses défenses. Les fortifications de Bourg-le-Roi sont rétablies et améliorées ; le Châtelet, très endommagé pendant l'assaut et le pillage de la ville, est reconstruit. Des améliorations sont également apportées aux défenses du château ; c'est probablement à cette époque que la barbacane devant la porte des Champs a été construite, tandis que la poterne sud est transformée en véritable porte, la porte Saint-Pierre, pour ouvrir vers la ville un véritable accès fortifié. Comme à Rouen, la ville en profite pour étendre son périmètre protégé. L'Île Saint-Jean, entourée à la hâte par une palissade de bois alors que la menace anglaise se précisait, est enclose par une muraille de pierre. Les deux abbayes, ainsi que la collégiale du Saint-Sépulcre, reçoivent également l'autorisation de se protéger par des murailles. Ces travaux ont d'importantes conséquences sur le paysage urbain. Comme dans d'autres villes normandes ou françaises, les autorités militaires ordonnent la destruction de nombreuses maisons, surtout dans les faubourgs de la ville afin d'éviter que l'envahisseur ne s'y installe en cas de siège. Ainsi le quartier de la Crapaudière, situé sur l'Île Regnaud entre la porte Saint-Étienne et l'abbaye aux Hommes, est en grande partie rasé,.
La ville sort toutefois diminuée de ce conflit. La population estimée de ville dépassait certainement les 10 000 habitants au tournant des XIIe et XIIIe siècles et s'était maintenue à un niveau élevé jusqu'au début du XIVe siècle. Mais il semble que la population soit tombée jusqu’à 5 000 habitants au cours du XIVe siècle, pour remonter à 6 500-7 000 habitants à la fin du siècle,.

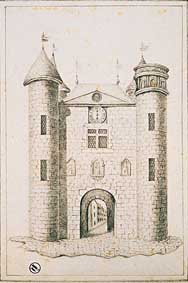
Le Châtelet, porte fortifiée et hôtel de ville, reconstruit après le siège de 1346.

#### Le siège de 1417
Dans la nuit du 1er au 2 août 1417, Henri V d'Angleterre débarque à Touques et pille les villes et bourgs du pays d'Auge. La ville de Caen se prépare à combattre en renforçant sa milice, mais ces forces sont insuffisantes et désorganisées. Henri V se dirige vers Caen, qui, une fois occupé, doit lui fournir un centre d'opérations afin d'envahir le reste de la Normandie et mettre la pression sur la Bretagne et l'Anjou. Au milieu du mois d'août, il encercle peu à peu la ville par le sud coupant ainsi toutes les voies de communication avec Honfleur, Rouen, Paris, Alençon, Falaise, puis Vire et Bayeux. Thomas de Lancastre part en éclaireur avec une petite unité et s'installe dans les faubourgs de la ville ; pendant la nuit, il s'empare pratiquement sans combat de l'abbaye aux Hommes que les Français avaient prévu de détruire et, le lendemain, il envahit l'abbaye aux Dames. Le 18 août, le roi d'Angleterre arrive sous les murs de la cité avec le plus gros de son armée. Pendant 17 jours, les Anglais bombardent la ville grâce à des puissants canons installés dans les prairies entourant la ville et grâce à des pièces d'artillerie placées dans la tour centrale de l'abbaye aux Hommes et sur les hauteurs de Saint-Gilles ; des fusées incendiaires font également d'importants dégâts. Les bombardements et les incendies détruisent une partie de la ville et de nombreuses églises sont endommagées, alors que les brèches dans les murailles sont de plus en plus importantes. Mieux préparée qu'en 1346, la ville résiste toutefois malgré l'absence de renfort. Après une dernière sommation exhortant la ville et le château à se rendre, les Anglais mènent l'assaut final sur la cité qui tombe le 4 septembre. 2 000 bourgeois sont tués et les soldats anglais pillent la ville et traitent les survivants comme rebelles à « leur » roi. Le 19 septembre, le château assiégé capitule et Henri V s'y installe. Il y fait plusieurs séjours prolongés en 1417 et 1418 entre deux batailles.

#### L'occupation anglaise (1417-1450)
Contrairement à 1346, les Anglais s'installent durablement à Caen. Pendant trois décennies, ils occupent la cité qu'ils contribuent à reconstruire. Pendant les premières années, les soldats anglais traitent la ville ruinée et en partie dépeuplée comme une place conquise. Pendant l'occupation, commencent la reconstruction parfois presque complète de nombreuses églises dans la ville même (Saint-Étienne-le-Vieux, Saint-Sauveur-du-Marché, Saint-Jean) et dans ses faubourgs (Saint-Michel-de-Vaucelles, Saint-Julien et Saint-Ouen). La technique employée pour la charpente de l'église Saint-Georges-du-Château, reconstruite après avoir été endommagée par les bombardements, témoigne de l'intervention d'ouvriers anglais. C'est à cette époque qu'est introduit le gothique flamboyant. La reprise progressive de la croissance urbaine, qui intervient dans le reste du royaume à partir du milieu du XVe siècle, reprend donc à Caen, comme dans le reste de la Normandie et en Bretagne, un peu plus précocement. Des travaux de défense sont également menés sur les murailles de la ville et au château. En 1419, puis en 1422, Henri V accorde des aides sur la vente de différents produits afin que la ville reconstruise ses fortifications en ruine. Les travaux du château commencent plus tard. Ce n'est qu'à partir de 1435, alors que la reconquête française a commencé, que les Anglais entreprennent de renforcer le système défensif de la forteresse. La barbacane de la porte Saint-Pierre est construite entre 1438 et 1445.
La région de Caen reste le lieu d’une très vive résistance à l’occupant anglais. Ainsi en 1434, une armée de paysans venus de la plaine de Caen, du Bessin et du bocage tente de reprendre la ville ; cette tentative qui se conclut par un échec est durement réprimée par les Anglais. Parallèlement les monarques anglais tentent de s'octroyer la sympathie des habitants de la ville. Le 17 janvier 1421, Henri V rend aux habitants de Caen leurs libertés communales. À partir de 1430, Caen concurrence Rouen pour le statut de capitale de la Normandie, la ville offrant une hypothèse de refuge plus sûre en cas de perte de Paris. Afin de former les élites juridiques et administratives, Jean de Lancastre, régent des royaumes de France et d'Angleterre pendant la minorité de Henri VI d'Angleterre, fonde en 1432 de l’université de Caen malgré la vive opposition de l'université de Paris qui avait déjà fait échouer un premier projet en 1424.

#### La reprise de la ville (1450)
En 1449, la ville de Rouen est reprise aux Anglais. Le duc de Somerset, gouverneur de la Normandie, qui s'était retranché dans le château de Rouen, put, après sa reddition, se retirer à Caen avec la garnison rouennaise,. Le 15 avril 1450, la victoire française à la bataille de Formigny marque la fin de la suprématie anglaise en Normandie. L'armée française menée par le connétable de Richemont se dirige vers Caen. Somerset fait brûler Bourg-l'Abbé et détruire le pont de Vaucelles. Le 5 juin, l'armée française met le siège devant la ville de Caen. Le 10 juin, Charles VII de France arrive avec des renforts et mène un premier assaut qui échoue. Après plusieurs jours de combats, les fortifications sont détruites à plusieurs endroits et les Anglais capitulent. Le 1er juillet, le duc de Somerset quitte la ville et, le 6, le roi de France fait son entrée solennelle. Peu après son départ de Caen, le roi confirme la fondation de l'université de Caen, à l'exception de la faculté de droit civil qui est toutefois rétablie par des lettres-patentes du 31 octobre 1452,. Charles VII récompense également la Normandie de sa « fidélité et loyauté » en confirmant en 1458 tous ses privilèges et libertés prévus dans la Charte aux Normands.

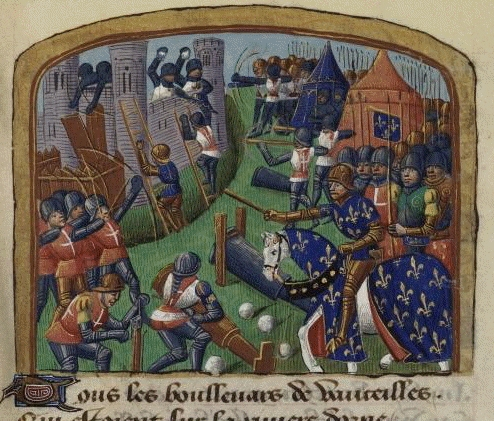
Siège de la ville par Charles VII.
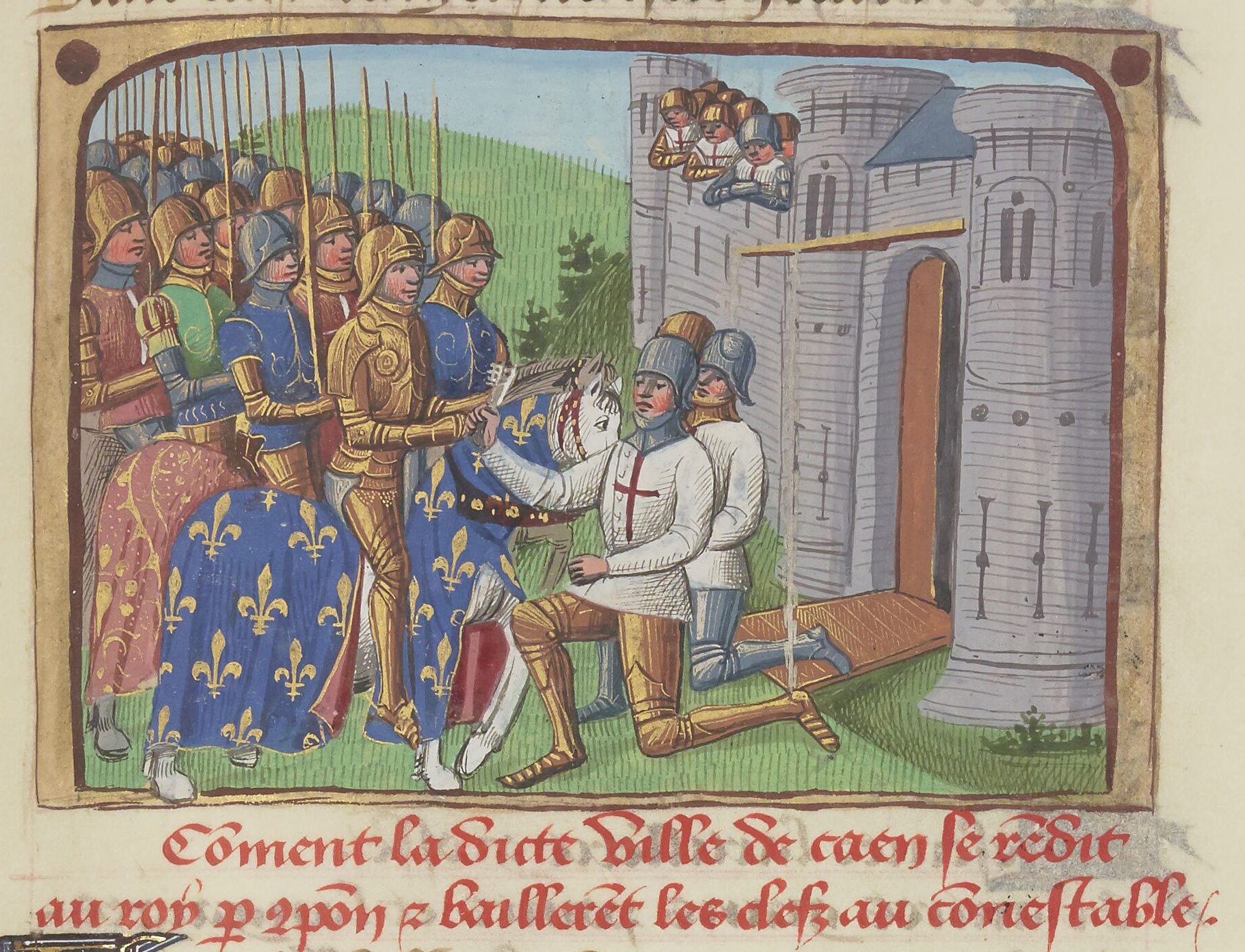
Reddition des Anglais.

#### La difficile reconstruction
Au sortir de la guerre de Cent Ans, la ville ne joue plus qu'un rôle secondaire.
Pendant les troubles de la ligue du Bien public, la ville de Caen reste fidèle au roi Louis XI. Les Bretons s'emparent de la ville de Caen en 1465. Afin de se rapprocher du duc de Bretagne, Louis XI vient à Caen et signe le 23 décembre 1465 un traité de paix avec François II de Bretagne. Toutefois la ville est à nouveau occupée en 1467-1468. La ville subit également les soubresauts de la guerre de Bretagne. À partir de 1473, la ville est également frappée par des épidémies.
Dans ce contexte, la ville plonge dans un certain marasme marqué par une stagnation, voire un déclin démographique et par un équilibre difficile des finances publiques. Malgré tout, la ville essaie de se relever. En 1470, le roi Louis XI fonde deux foires (à la Pentecôte et en septembre) qui rencontrent toutefois un succès mitigé ; en 1477, elles sont transférées à Rouen. Le parc immobilier qui s'est fortement dégradé du fait de la guerre, mais également des difficultés économiques que rencontrent ses habitants, tend à s'améliorer. Mais, à la fin du XVe siècle, la ville ne semble pas avoir achevé sa reconstruction, ni retrouvé son prestige passée.

## De la Renaissance à la ville classique

### XVIesiècle: la ville Renaissance

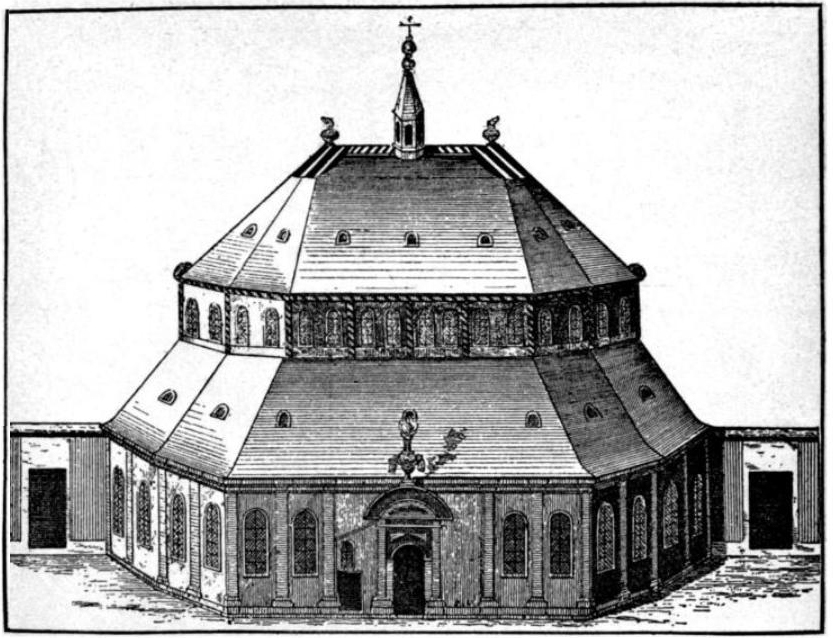
Le Temple réformé de Caen.

De la fin du XVe siècle jusqu'aux années 1530, l'évolution démographique est inégale et la population augmente peu. Mais à partir des années 1530, la croissance démographique se fait beaucoup plus forte ; la population passe de 5 000-8 000 habitants en 1538 à 12 000-13 000 vers 1560. Après cette période de hausse, la population stagne jusqu'au début du XVIIe siècle.
Le renouveau urbain et architectural
Pendant cette période de paix, le commerce se développe. Le textile et la tannerie sont au centre de l'activité économique. Les riches bourgeois et l’aristocratie commencent alors à se faire construire de riches demeures d'un genre nouveau. Alors que traditionnellement, dans un tissu urbain enserré dans ses murailles et où la place était rare, on privilégiait les parcelles profondes et étroites sur lesquelles on construisait des bâtiments à mur pignon construits sur trois voire quatre niveaux, ces nouvelles demeurent reposent sur une vaste emprise au sol permettant d’ordonner autour d’une cour privée, strictement séparée de l’espace public, des bâtiments richement décorés et fortement influencés par la Renaissance italienne. Ces hôtels particuliers (hôtel de Than, de Mondrainville et d'Escoville) offrent de magnifique exemple de la Renaissance française. En 1525, les encorbellements, déconseillés par la municipalité depuis 1424, sont définitivement interdits.
Les guerres de Religion
À partir des années 1530, des troubles religieux commencent à toucher la ville. En 1531, 16 religieuses de l'abbaye aux Dames quittent l'abbaye ; 12 rentrent dans leur terre et 4 partent à Genève. En 1539, l'inquisition de Bayeux fournit à Laurentin des notaires et des avocats afin de mener les procès contre les hérésies constatées à Caen. L'année suivante, deux conseillers royaux – Le Sueur et Petremol – sont envoyés à plusieurs reprises à Caen pour constater l'avancée de la Réforme protestante ; ils blâment la négligence des officiers séculiers et ecclésiastiques et leur enjoignent plus de rigueur et de fermeté pour le maintien des valeurs catholiques. En 1542, le parlement de Normandie envoie des commissaires dans les sept grands bailliages de son ressort ; à Caen, Le Georgelier du Bois et l'avocat général Péricard constatent que le protestantisme s'est encore développé dans la ville et ses alentours. En 1557, un prédicateur en provenance de Genève arrive au Havre et commence à distribuer dans toute la Normandie des pamphlets anti-catholiques. En 1558, deux régents de l'Université – Vincent le Bas et Pierre Pinson – fondent l'église protestante de Caen. Les deux régents, rejoints rapidement par un Flamand dénommé Cousin, prêchent au Tripot et dans un local de la rue Guilbert. En 1559, le parlement de Normandie dépêche à nouveau des commissaires dans les bailliages normands ; à Caen, Georges du Bois et l'avocat du roi Damours constatent que les protestants sont très nombreux et beaucoup plus audacieux qu'en 1542 puisque les émissaires doivent quitter la ville après avoir échappé à une attaque d'une troupe de protestants. En 1561, la liberté de culte est en partie reconnue. Alors que l’ordonnance d’Orléans prévoyait que l'exercice du culte se ferait à l'extérieur des villes, les Protestants de Caen décident de continuer à prêcher dans leurs locaux situés à l'intérieur des remparts de la ville. Lorsque les Protestants prennent le contrôle de la ville en avril 1562, leur iconoclasme s'en prend, entre autres, aux tombeaux de Guillaume le Conquérant et de la reine Mathilde. Le service catholique est suspendu. Arrivé à Caen en décembre 1562, le chef du parti huguenot, l'amiral de Coligny, ordonne, avant son départ le 19 mars 1563, la démolition, « afin d'avoir le profit qui se tireroit des plombs ont elle étoit couverte », de l'abbaye aux Hommes dont le chartrier est brûlé. En 1584, la peste fait 10 000 victimes à Caen. Le Parlement de Normandie et la Cour des Aides et la Chambre des Comptes sont dédoublés à Caen de janvier 1589 à avril 1594 à la suite du soulèvement de Rouen contre le roi ; les parlementaires fidèles au roi se rendant à Caen. Dans ce contexte troublé, il est décidé en 1590 d'améliorer les défenses de la ville en construisant un ensemble de deux bastions reliées par une courtine. Les travaux de cet ensemble, dite des Tenailles, ne sont achevés qu'en 1620, alors que la paix est revenue.

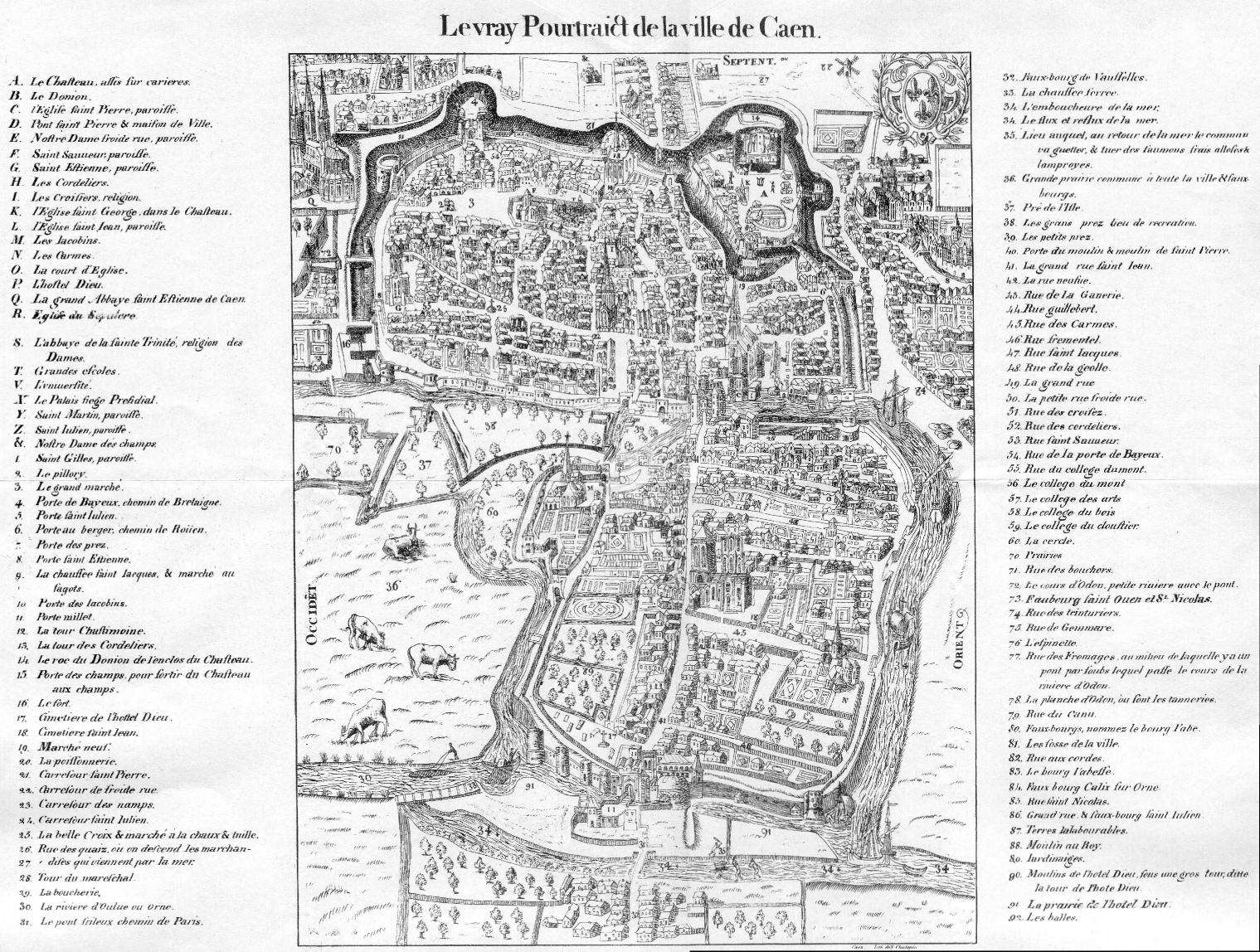
Plan Belleforest (1575).
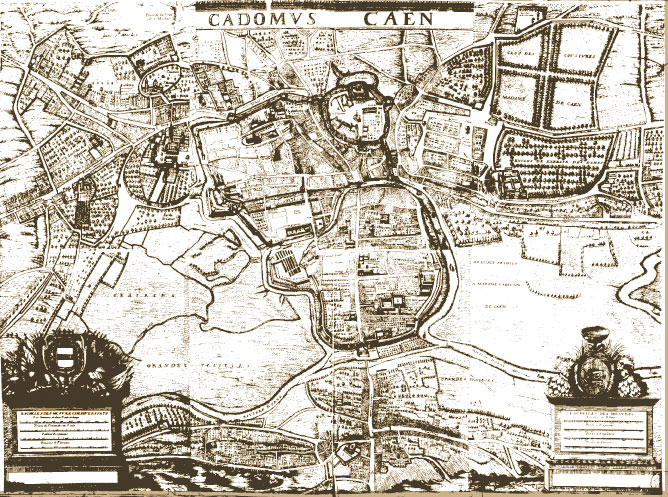
Fin XVIe siècle.
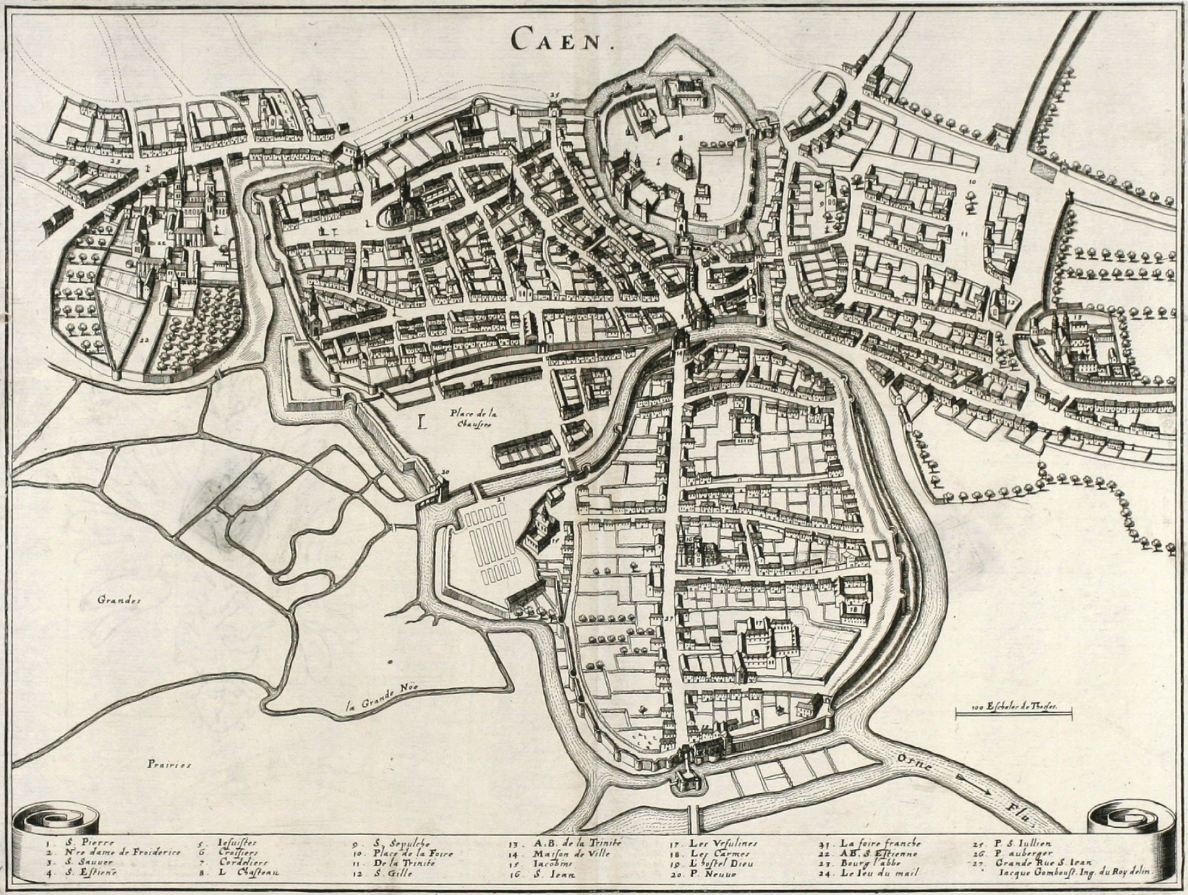
Fin XVIe siècle.

### XVIIesiècle: la ville baroque

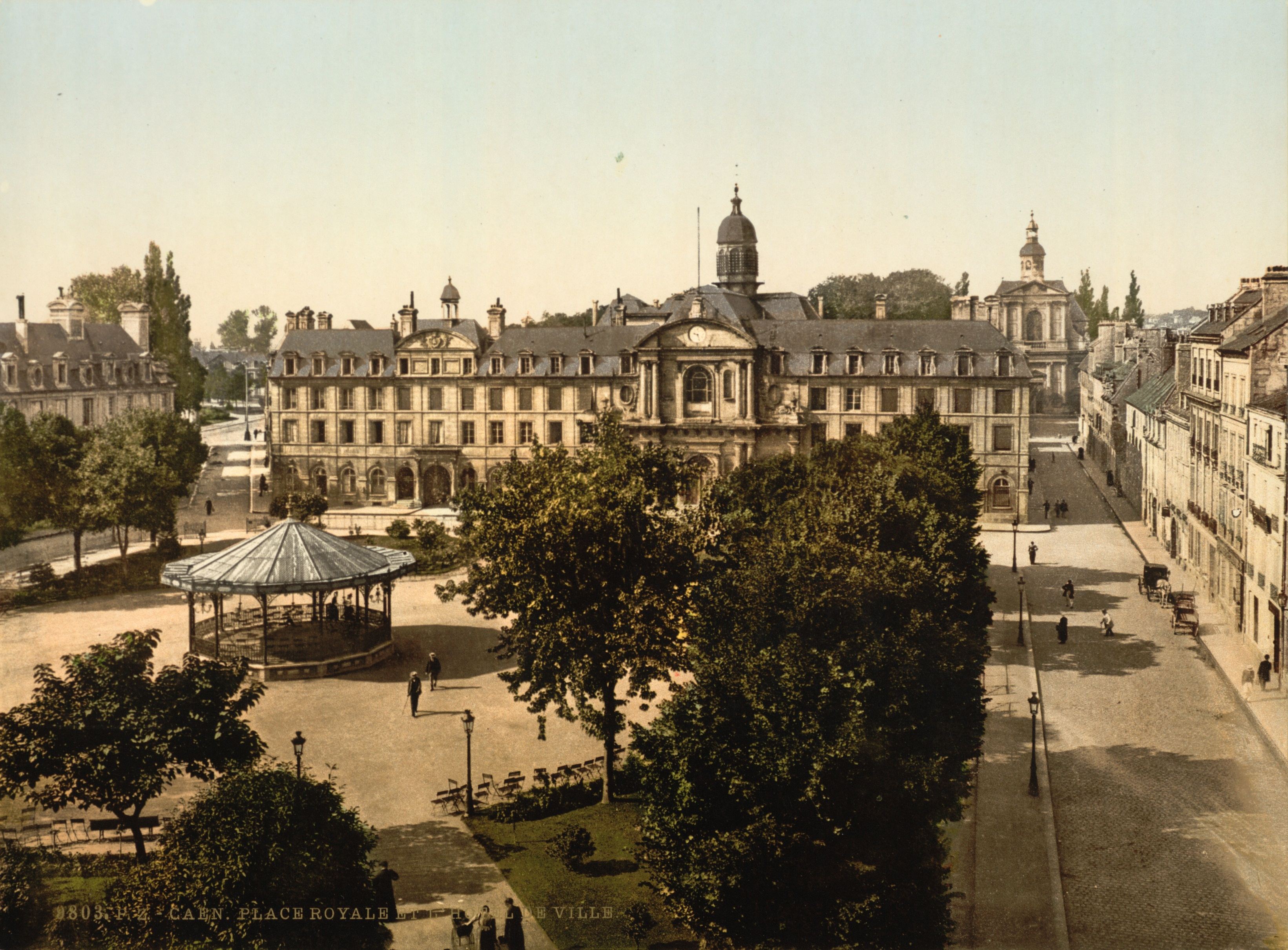
La place de la République, ancienne place royale.

La révolte des Nu-pieds amorcée à Caen le 13 août 1639 fut menée par un certain Bras-Nus se donnant le grade de colonel de l'armée souffrante ; il finit roué. Prudemment restée à l'écart des troubles de la Fronde, Caen va voir la création de l'Académie des sciences, arts et belles-lettres de Caen et de la première Académie de Physique de France qui lui acquerra une réputation de capitale des beaux esprits et le surnom d' « Athènes normande ».
Les grandes opérations d'urbanisme.
Au XVIIe siècle, du fait de la croissance démographique et l’essor économique que connaît la ville sous le règne personnel de Louis XIV, la ville se densifie ; des espaces vides sont bâtis et les bâtiments existants sont rehaussés. Les faubourgs situés sur l'axe Paris-Cherbourg (Vaucelles, Bourg-L'Abbé) connaissent également une croissance importante. 
Afin de régler les problèmes posés par la congestion de la circulation et la pression démographique, la ville lance de grandes opérations d'urbanisme. Entre 1629 et 1635, la ville fait détruire les maisons qui se trouvaient entre le carrefour Saint-Pierre et le Châtelet et déplacer la partie du cimetière de l’église Saint-Pierre qui se trouvait derrière ces maisons. La place Saint-Pierre est ainsi formée dans le deuxième quart du XVIIe siècle. Au nord de la ville, le cimetière situé devant l'église Saint-Sauveur est déplacé et la rue Pémagnie est en partie redressée. La ville fait également abattre des maisons pour transformer en rues de simples venelles : rue de Bernières, rue Hamon ou rue de Strasbourg. En 1626, un pont sur l’Odon est construit au bout de la rue des Jésuites (actuelle rue Saint-Laurent). Les fortifications commencent à être détruites. Ainsi, dans le quartier des Jacobins et vers le Champ de foire, les murs et les portes de la ville sont démolies dans les années 1670. Mais la ville, trop à l'étroit dans ses murailles, finit par repousser ces frontières en investissant les Petits près.
En 1595, la municipalité achète aux Jacobins le champ de la Cercle ; elle fieffe ensuite les terrains à des particuliers qui y font construire entre 1600 et 1635 des loges, bâtiments permanents et éphémères disposés selon un quadrillage régulier, en vue d'y accueillir la foire franche de Caen, créée en mai 1594 par Henri IV, et qui devient au fil du temps une des principales manifestations commerciales du royaume. En dehors de cette période d'activités commerciales qui dure quinze jours par an, ces loges servent régulièrement de cantonnement pour les troupes de passage. Mais c'est plus au nord, dans l'espace compris entre l'Odon et la petite Orne et qui est protégé par la muraille dite des Tenailles entre 1590 et 1620, que la ville lance en 1635-1637 la plus importante opération d’urbanisme. La ville prévoit d'édifier un nouveau quartier autour d'une grande place carrée entourée de maisons construites en pierre de taille sur un alignement déterminé. À partir de 1640, des hôtels particuliers s'élèvent lentement autour de cette place royale (actuelle place de la République) et, en 1685, une statue de Louis XIV est placée en son centre. Afin de pallier la disparition de ces terrains champêtres autrefois utilisés comme espaces récréatifs (Petit Prés, champ de la Cercle), des promenades publiques arborées sont aménagées dans la Prairie le long de l'Orne et du canal Robert ; le cours-la-Reine (actuel cours général de Gaulle) est planté en 1676 et le cours de l'Orne (actuel cours Kœnig) en 1691. La création de ces nouvelles rues et promenades a pour but d'embellir la ville, mais également d'assainir le tissu urbain. L'hygiène est en effet une préoccupation des autorités. Un arrêt du 27 mars 1699 interdit ainsi de jeter les ordures dans la rue et oblige les résidents à balayer devant leur porte.
La Contre-Réforme et ses conséquences sur le paysage urbain et social.

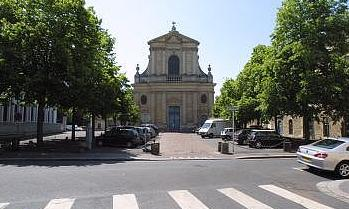
Église Notre-Dame-de-la-Gloriette.

L'amplification au XVIIe siècle du mouvement de Contre-Réforme - qui vise à préserver l'orthodoxie catholique et stimuler la foi - a également des conséquences sur le paysage urbain. De nombreux ordres se créent à partir du XVIe siècle pour promouvoir une forme de piété rajeunie en adéquation avec les préceptes du concile de Trente. Soutenus par les autorités royales qui voient en eux un moyen de contrôler plus strictement les populations restées ou redevenues catholiques, ils multiplient les fondations d'églises, de couvents et de monastères dans tout le royaume. Comme dans le reste de la Normandie, la ville se couvre alors d'une « blanche parure de couvents ». De nombreuses congrégations s'installent en effet à Caen : Capucins (1577), Jésuites (1609), Carmélites (1616), Oratoriens (1622), Ursulines (1624), Visitandines (1631), Petites Bénédictines (1643), Nouvelles Catholiques (1658) et Nouveaux Catholiques (1682). À Caen, Jean Eudes est une figure centrale de la Contre-Réforme. En 1643, il quitte l'Oratoire de Caen et s'installe dans une maison de la rue Saint-Laurent où il fonde avec quelques frères qui l'ont suivi la Congrégation de Jésus et Marie chargée de gérer un séminaire. En 1651, l'évêque de Bayeux reconnait l'ordre de Notre-Dame de Charité qui s'occupe du Refuge fondé par Jean Eudes en 1641. Ce renouveau du catholicisme marque fortement la ville. Ces congrégations se font construire de nouveaux couvents et monastères avec leur églises, pour la plupart situés dans l'île Saint-Jean (Carmélites, Oratoriens, Ursulines, Nouvelles et Nouveaux Catholiques, Charité) ou dans Bourg-l'Abbé (monastère des Capucins, couvent des Visitandines). La place Royale est définitivement close après l'érection du séminaire des Eudistes de Caen et de son église dédiée aux Très Saints Cœurs de Jésus et Marie entre 1664 et 1703. Non loin de la place Royale, les Jésuites se font ériger l'église Sainte-Catherine-des-Arts (actuelle église Notre-Dame-de-la-Gloriette) entre 1684 et 1689. Les monastères préexistants et ruinés pendant les troubles de 1562, comme le couvent des Carmes, sont également reconstruits à cette époque. La plupart de ces ordres sont contemplatifs, mais certains s'intègrent à la société caennaise en participant à la vie sociale et culturelle : les Jésuites prennent position du collège du Mont qui est rebaptisé « collège Royal-Bourbon » ; le Refuge, fondé par Jean Eudes, reçoit des prostituées repenties.
Au début du XVIIe siècle, on estime qu'un tiers des habitants de la ville sont protestants. À partir de 1660, les relations entre catholiques et protestants se tendent. Après la révocation de l'édit de Nantes en 1685, les persécutions s'amplifient et la population protestante chute. Le temple est détruit et ses pierres utilisées comme matériau de construction de l’hôpital général. La célébration des messes et l'inhumation des corps selon le rite protestant sont interdits, alors que des jeunes protestants sont internés aux Nouveaux et Nouvelles Catholiques. Ces représailles forcèrent de nombreux Caennais protestants refusant d'abjurer, riches marchands et industriels pour la plupart, à l'exil. Le commerce de la province en est ruiné.
Le 10 mars 1655, l’assemblée générale de la ville de Caen, sous l'influence de Henri II d'Orléans-Longueville, gouverneur de Normandie, fonde un bureau pour renfermer les pauvres. Ce n'est qu'en 1675 que commencent les travaux de l’hôpital général, ou hospice Saint-Louis, dans l'ancien près de la foire, au sud-ouest de l’île Saint-Jean, à proximité de l'Hôtel-Dieu. La création de ce nouvel établissement fait partie de la politique d'enfermement systématique des mendiants et vagabonds qui se prolonge au XVIIIe siècle.
L'absolutisme louis-quatorzien mit également fin aux franchises municipales dont jouissait Caen en supprimant les élections municipales et en transformant les offices d'échevin des nobles, des bourgeois et des marchands en charges vénales.

### XVIIIesiècle: la ville classique
Au XVIIIe siècle, la ville atteint son pic de population ; selon Jean-Aimar Piganiol de La Force, la ville compterait alors environ 50 000 habitants en 1754. Mais elle ne s'étend plus. Il n'y a pas de création de quartiers nouveaux comme au siècle précédent. Mais la vieille ville connait de profonds changements. De grandes opérations d'urbanisme sont en effet menées essentiellement dans la deuxième partie du siècle.
Le cycle fluvio-maritime.

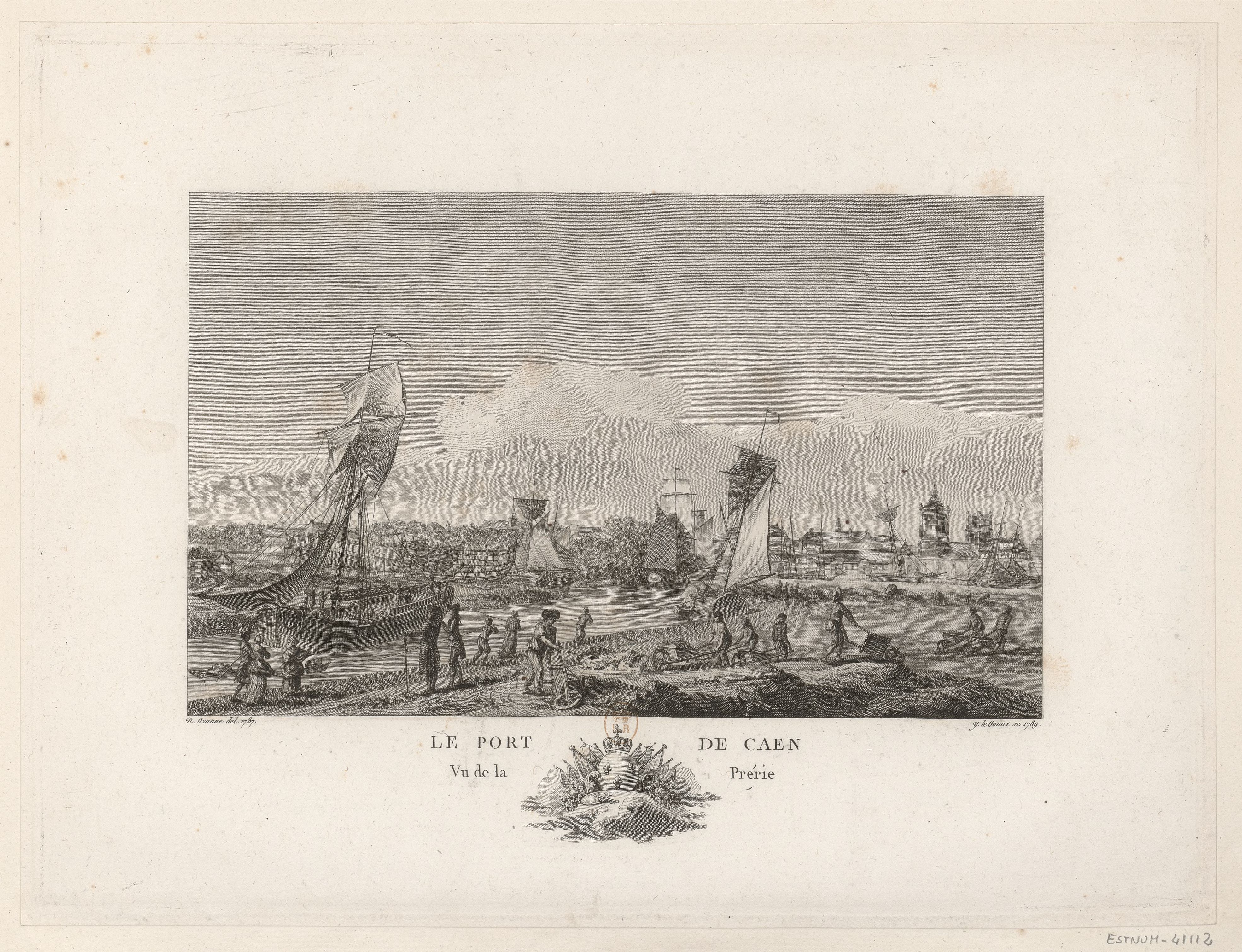
Le port de Caen en 1776.

En 1735 déjà, les échevins publient une ordonnance visant à faire démolir les boutiques à arcade en bois de la place Saint-Sauveur. À leur place, sont construits des hôtels particuliers sur un alignement rigoureux ; on va même jusqu'à reconstruire la façade de l'église Saint-Sauveur pour qu'elle s'accorde à l'ensemble ainsi créé. Mais c'est surtout après l'arrivée en 1752 de François-Jean Orceau de Fontette à la tête de la généralité de Caen que ces changements profonds vont intervenir. Ce dernier souhaite libérer les principaux accès à la ville pour faciliter la circulation. En 1754, il confie à l'ingénieur Longuet le soin de démolir le Châtelet, véritable goulet d'étranglement sur la route de Paris à Cherbourg ; malgré l'opposition des échevins, attachés à leur vieille maison de ville qu'ils avaient pourtant désertée à partir de 1733, la vétuste porte reliant l'Île Saint-Jean et Bourg-le-Roi est détruite en 1755. Toujours pour supprimer les embarras de circulation sur l'axe Paris - Cotentin liés à l'étroitesse et la sinuosité des rues situées de part et d'autre de la porte Saint-Martin, l'intendant fait également détruire une partie des fortifications au nord-ouest de la ville pour tracer une nouvelle rue rectiligne traversant les jardins de l'abbaye aux Hommes. Cette voie nouvelle tracée en 1756, l'actuelle rue Guillaume-le-Conquérant, débouche sur une nouvelle place octogonale, la place Fontette, aménagée à l'emplacement de l'ancienne muraille et de ses fossés. La rue Écuyère est également prolongée et rectifiée pour s'intégrer à l'alignement de ce nouvel axe,. Afin de mieux se repérer dans l'espace, une ordonnance du 27 juillet 1778 prescrit aux propriétaires des bâtiments faisant l'angle d'une rue de faire inscrire le nom de ces voies.
D'importants travaux sont également effectués pour moderniser les équipements portuaires : creusement de canaux en aval afin de supprimer les méandres de l'Orne et pallier son ensablement, transformation de l'Odon en bassin, construction de quais. Ainsi le port, qui était jusqu'ici imbriqué dans l'espace urbain à l'intérieur des murailles, tend à devenir autonome vis-à-vis de la ville en se développant dans sa périphérie immédiate autour de ces nouveaux bassins. L'ensemble de ces travaux d'urbanisme et portuaires s'inscrit en définitive dans « un cycle fluvio-maritime consciencieusement élaboré ». L'amélioration des axes de circulation permet de relier plus efficacement le port à son arrière-pays, tandis que les travaux du port visent à améliorer la navigation et le transbordement des marchandises.
La modernisation de la cité.
Le visage de la ville change considérablement dans la deuxième partie du XVIIIe siècle. Les fortifications sont démolies progressivement et à leur place sont aménagées des promenades publiques plantées d'arbres (fossés Saint-Julien, cours Bertrand). Les importants bâtiments conventuels des deux abbayes qui dominent la ville sont presque totalement reconstruits, alors que la riche bourgeoisie et l'aristocratie se font construire de nouveaux hôtels particuliers, notamment dans l'Île Saint-Jean (hôtel de Blangy, hôtel Le Brun de Fontenay, hôtel de l'Intendance, etc).
De nouveaux équipements publics émaillent la ville. Le palais des facultés (ou grandes écoles), dont les travaux ont débuté en 1694, est achevé en 1704,. Afin d'accueillir les échevins lors de la foire, la municipalité se fait construire un pavillon, l'actuel pavillon des sociétés savantes. La ville dispose d'un vauxhall et, à partir de 1765, d'un théâtre, la Comédie. Alors que le château devient de plus en plus obsolète, des casernes sont construites : pavillon Saint-Sauveur sur la place Fontette et surtout caserne de Vaucelles sur l'ancienne île de la Porte Millet. En 1758, on décide de réunir dans un même bâtiment le bailliage et le bureau des finances de la généralité de Caen, mais ce n'est qu'en 1779 que les plans dressés par Armand Lefebvre, ingénieur des ponts et chaussées de la généralité de Caen, pour le palais de justice de Caen sont acceptés.
Sous l'intendance de Charles-François-Hyacinthe Esmangart (1775-1783), un aqueduc est construit pour amener l'eau captée dans l'Orne en amont de la ville. Au sud, une nouvelle promenade plantée d'arbres est tracée sur les hauteurs de Vaucelles pour la venue de Louis XVI en 1786 (actuels boulevards Leroy et Maréchal-Lyautey).
Le 1er mars 1780, le parlement de Rouen confirme un arrêt du bailliage de Caen ordonnant le transfert des cimetières urbains dans un cimetière unique situé dans le clos de Beuvrelu (paroisse Saint-Martin) et l'agrandissement des cimetières de Saint-Michel à Vaucelles et de Saint-Ouen. Le projet de cimetière unique fait toutefois l'objet de résistance. En 1783, le Parlement réitère son ordre de fermer les cimetières urbains, mais le cimetière unique est abandonné. La paroisse Saint-Pierre achète un terrain appartenant à l'abbaye aux Dames au nord de la ville ; le cimetière Saint-Pierre est bénit en 1783. La paroisse Saint-Jean acquiert en octobre 1783 une ancienne carrière à Vaucelles (cimetière Saint-Jean). En 1784, les paroisses Notre-Dame, Saint-Sauveur, Saint-Martin et Saint-Étienne achètent un terrain à côté de la chapelle Notre-Dame-des-Champs ; le cimetière des Quatre-Nations est bénit le 4 avril 1785. Le cimetière protestant de Caen ouvre également en novembre 1783 au nord de la ville.

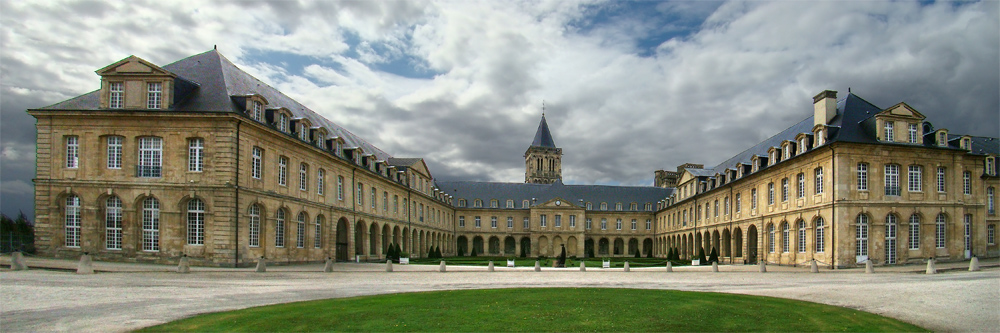
Bâtiments conventuels de l'abbaye aux Dames, reconstruits au XVIIIe siècle.

Un contrôle plus strict de la population.
Mais tous ces travaux profitent surtout aux couches les plus aisées de la population. Les conditions de vie du peuple en revanche ne s'améliorent pas inéluctablement. La mortalité reste forte (29, 8 ‰ vers 1785). Comme au siècle précédent, le XVIIIe siècle est ponctué de révoltes urbaines liées à la cherté des grains ; c'est le cas en 1713, en 1715 ou en encore en 1725. Afin de contrôler ses masses, le pouvoir royal multiplie les institutions disciplinaires afin de surveiller et punir les éléments jugés les plus dangereux. Entre 1765 et 1768, un dépôt de mendicité est construit sur les ruines de la Grande maladrerie de Beaulieu (actuel centre pénitentiaire de Caen) ; cet établissement situé à l'écart de la ville permet ainsi d'isoler les individus plus ou moins en rupture de ban. En 1733, le lieutenant général de police du bailliage propose à l'évêque de Bayeux de créer une nouvelle maison de correction pour les femmes tenues pour débauchées en arguant du fait que « toutes les personnes pieuses et zélées de la ville de Caen voient avec douleur que le libertinage fait tous les jours des progrès sensibles ». En 1734, les Filles du Bon Sauveur, installées à Vaucelles, reçoivent les lettres patentes les chargeant d'instruire dans une maison de force les filles et femmes débauchées ; ce n'est qu'à partir des années 1780 qu'elles commenceront à se spécialiser dans l'accueil des aliénés.
Toutes ces transformations d'ailleurs se font parfois contre l'avis de la municipalité dont le pouvoir est considérablement amoindri par la montée en puissance de l'absolutisme royal. Il en va ainsi pour décision de détruire le Châtelet, symbole de ses libertés communales, contre laquelle les échevins mènent un combat « d'arrière-garde [...] dans l'espoir de préserver leurs ultimes pouvoirs en matière d'aménagement urbains ». Mais également de la transformation de la maison des Filles du Bon Sauveur en maison de force qui constitue selon elle une charge financière supplémentaire ; les lettres patentes du roi de 1734 ne sont enregistrées par le parlement de Normandie qu'en 1751. C'est dans ce contexte complexe mêlant progrès certains et archaïsmes sociaux qu'éclate la Révolution française.

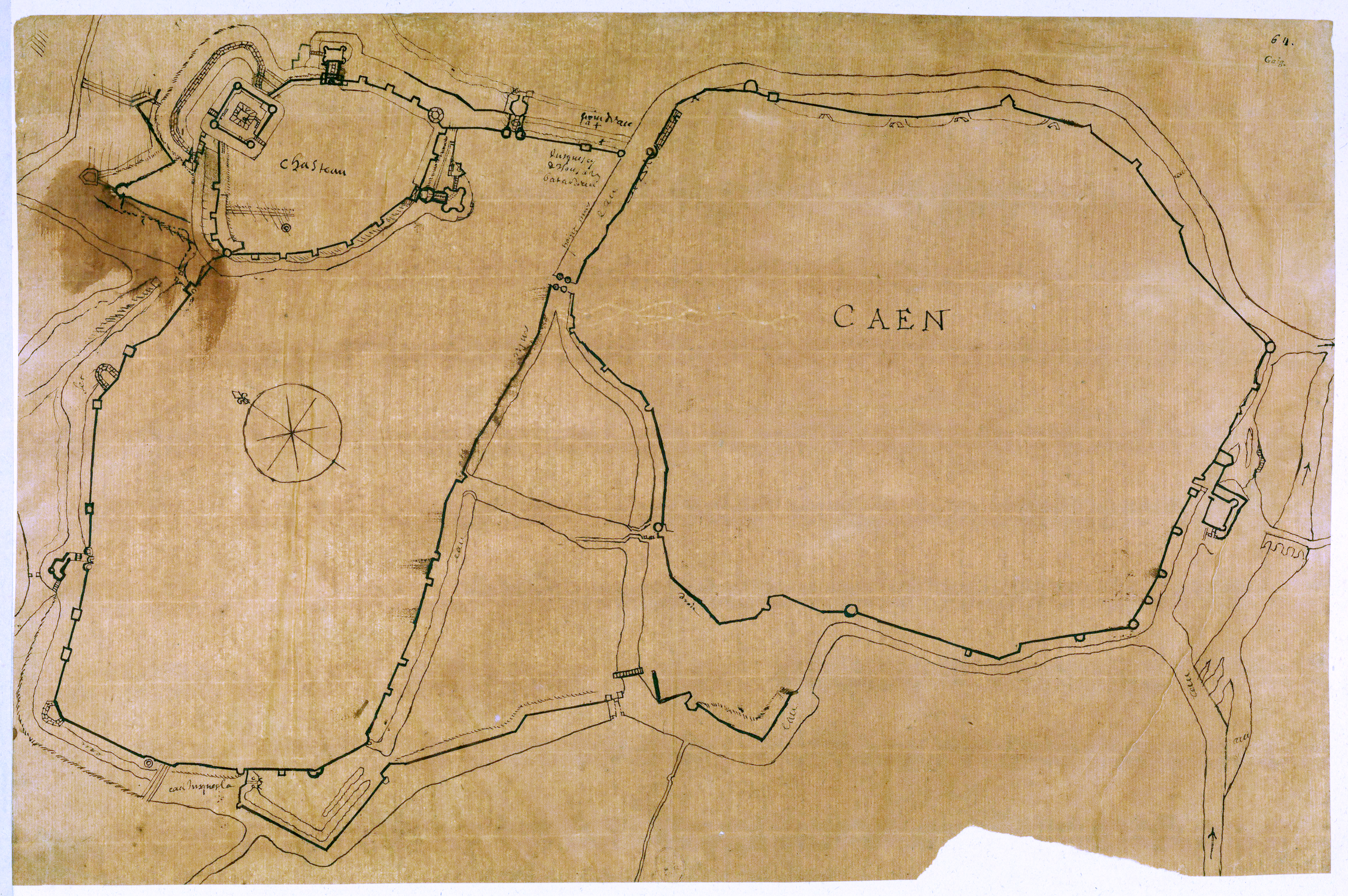
Fortifications vers 1695-1713.
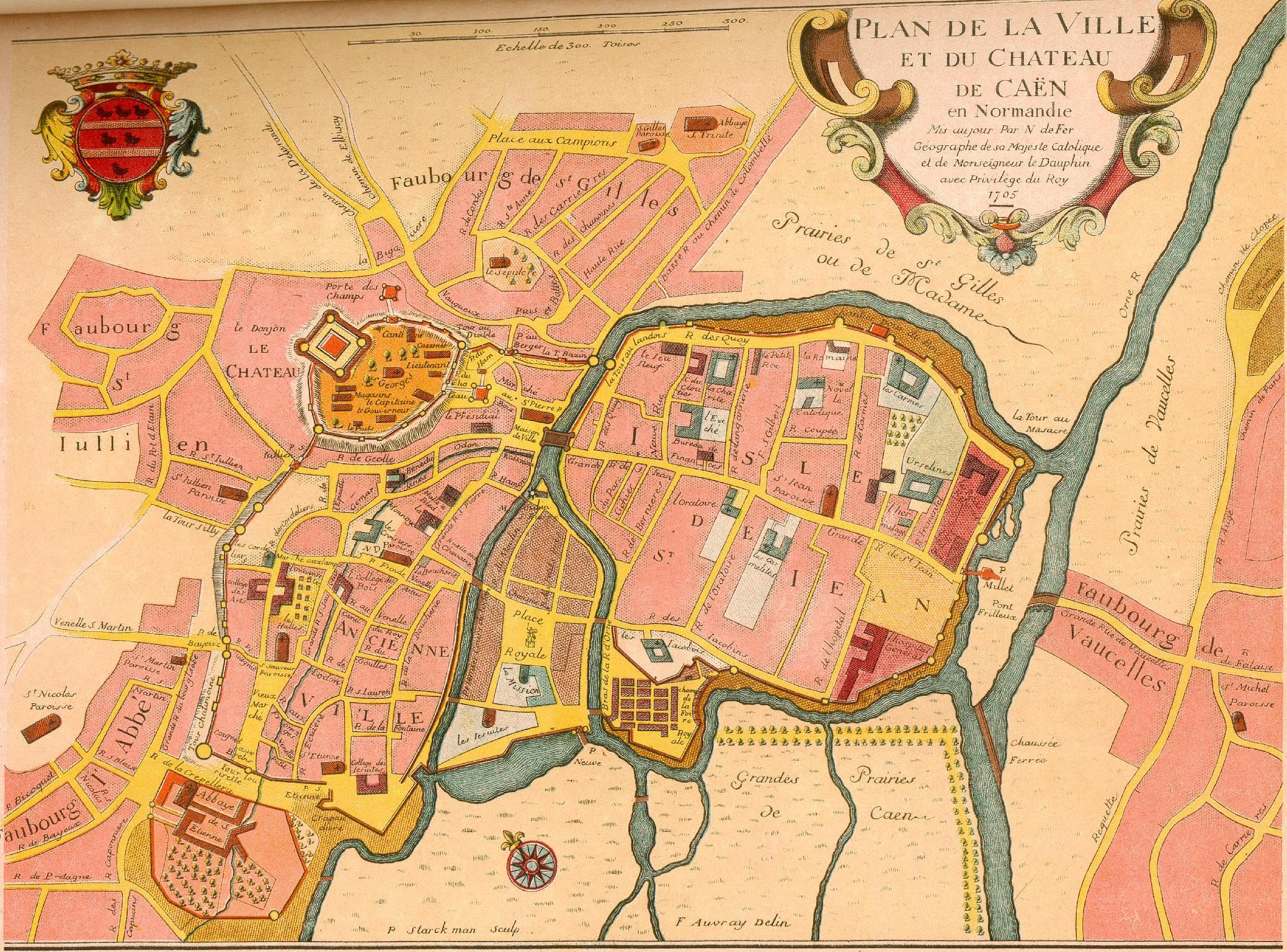
Caen en 1705.
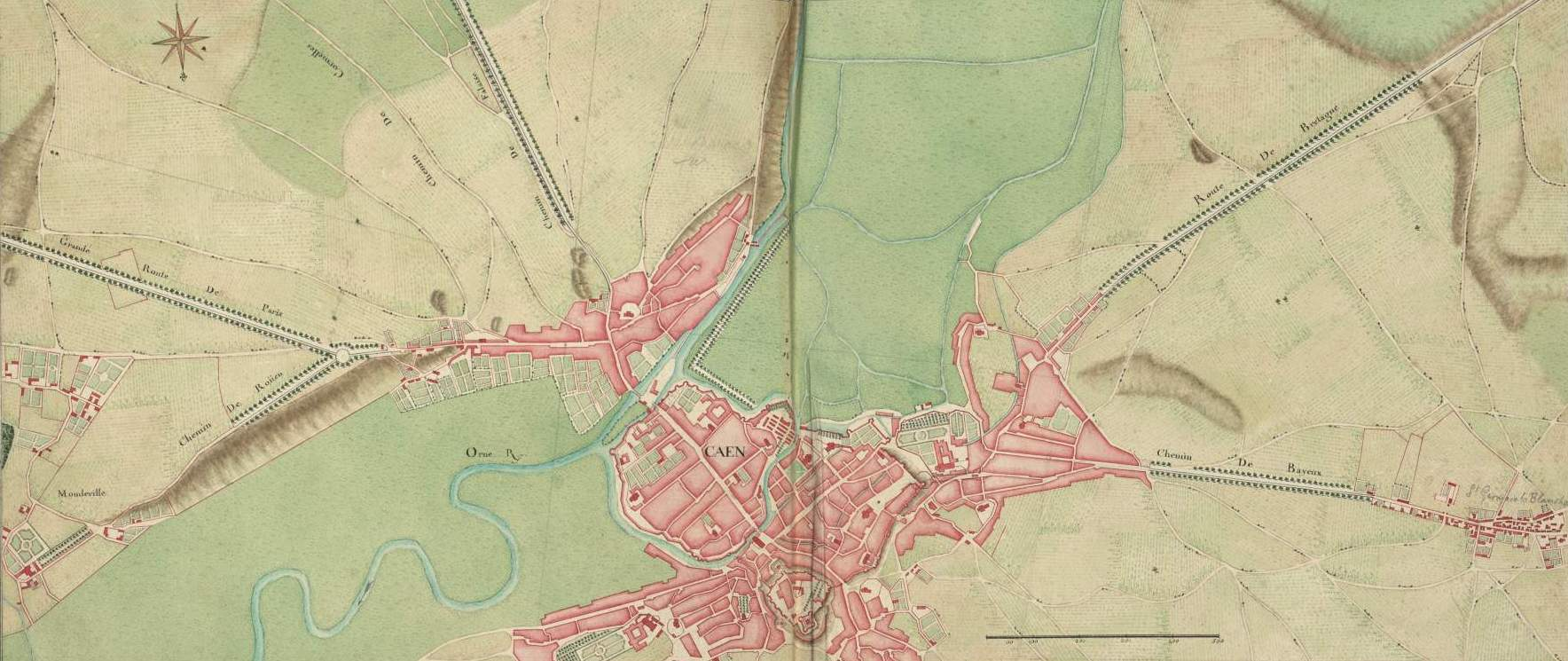
Caen dans l'atlas de Trudaine.

## De la Révolution à l'Empire

### Révolution française

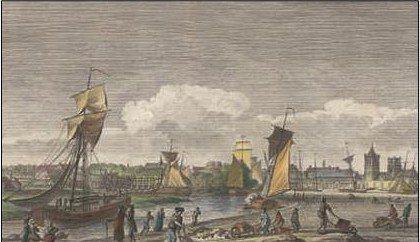
Le port de Caen vu du faubourg de Vaucelles, point de passage des grains. Dessin de Nicolas Ozanne, 1787.

En avril 1789, au début de la Révolution, une disette provoque des troubles : les habitants s'attroupent pour s'opposer à la sortie des convois de grains. Les manifestations sont dispersées sur ordre du gouverneur, le duc d'Harcourt, par le régiment de Bourbon, alors en garnison dans la ville. Henri de Belzunce, major en second du régiment, se fait remarquer par ses sentiments contre-révolutionnaires. L'agitation reprend après la prise de la Bastille : le 21 juillet, la foule s'empare du château de Caen. Un comité improvisé essaie de maintenir un semblant d'ordre dans la ville. Le 11 août, une altercation oppose deux soldats du régiment de Bourbon à deux autres du régiment d'Artois à qui ils arrachent leurs insignes révolutionnaires. Cet incident, amplifié par la rumeur, déclenche une émeute : le 12 août, la caserne du régiment de Bourbon, dans le quartier de Vaucelles, est encerclée par la foule. Un officier de Bourbon, Jean-François IV de La Saussaye, est tué par une sentinelle de la garde bourgeoise. La foule fait irruption dans le château de Caen et s'empare des armes qui s'y trouvent avant de revenir en force vers la caserne. Belzunce, pour éviter un affrontement, se rend au château de Caen sous les coups et menaces des émeutiers : il est interrogé par le comité avant d'être massacré au sortir du château.
La constitution civile du clergé provoque des divisions dans l'opinion. En 1791, Claude Fauchet est élu évêque constitutionnel de Caen puis député à l'Assemblée législative. Le 5 novembre 1791, la Garde nationale arrête 84 fidèles qui assistaient à la messe d'un prêtre réfractaire à l'église Saint-Jean de Caen.
En 1793, la section caennaise du Club des jacobins rompt ses attaches avec celle de Paris. Nombre de Girondins cherchent refuge à Caen lors de leur chute. Caen devient le centre du soulèvement de la Normandie contre la Convention montagnarde auquel se joint la société caennaise des Carabots. Cependant, la jeune Charlotte Corday, amèrement déçue par le petit nombre de volontaires des armées fédéralistes, se résout à quitter Caen le 9 juillet 1793 pour aller assassiner Marat à Paris.

### Caen sous le Premier Empire

Caen en 1817.

Au début du XIXe siècle, Caen est encore une ville d'une certaine importance. Ville universitaire, Caen est l'une des quinze villes de province où Jean-Antoine Chaptal, ministre de l’Intérieur, propose d'ouvrir un dépôt de tableaux pour exposer les toiles confisquées aux émigrés ou acquises lors des guerres révolutionnaires et napoléoniennes ; le musée des beaux-arts de Caen ouvre finalement ses portes dans une aile de l'ancien séminaire des Eudistes en 1809. Un lycée de deuxième classe, l'actuel lycée Malherbe, est ouvert dans l'ancienne abbaye aux Hommes. Plus symboliquement, le sénatus-consulte du 25 août 1802 prévoit que Caen fasse partie des vingt-quatre villes de la République, s'étendant alors sur une partie de l'Europe, qui doivent envoyer leur maire à la prestation du serment de Napoléon Bonaparte.
Mais la ville n'est pas un soutien solide au régime. La population exprime régulièrement son antipathie à l'encontre des garnisons postées dans la ville. Certes le couple impérial est reçu avec un certain enthousiasme le 22 et 23 mai 1811. Mais la situation économique de la ville se dégrade et la cherté du blé avive les tensions. Au matin du 2 mars 1812, une révolte éclate dans l'ancienne église Saint-Sauveur, transformée en halle au blé pendant la Révolution. Le maire et le préfet sont pris à partie et des cailloux sont jetés sur la préfecture, alors installée dans l'ancien collège du Mont. Dans l'après-midi, le moulin de Montaigu est mis à sac. La situation redevient normale le soir même. Néanmoins des troupes, menées par Antoine Jean Auguste Durosnel, sont envoyées dans la ville et une cinquantaine de personnes sont arrêtées. Le 14 et 15 mars, une commission militaire arrivée de Paris mène un procès expéditif. Onze personnes seulement sont acquittées. Huit prévenus sont condamnés aux travaux forcés pour une durée de cinq à neuf ans et vingt-cinq personnes sont mises sous la surveillance spéciale de la haute police pendant cinq ans. Huit personnes sont condamnées à mort et six d'entre elles sont exécutées le jour même de la sentence, les deux autres ayant été condamnées par contumace.

## De la Restauration à la fin de la Troisième République

### Marasme démographique et reprise du développement

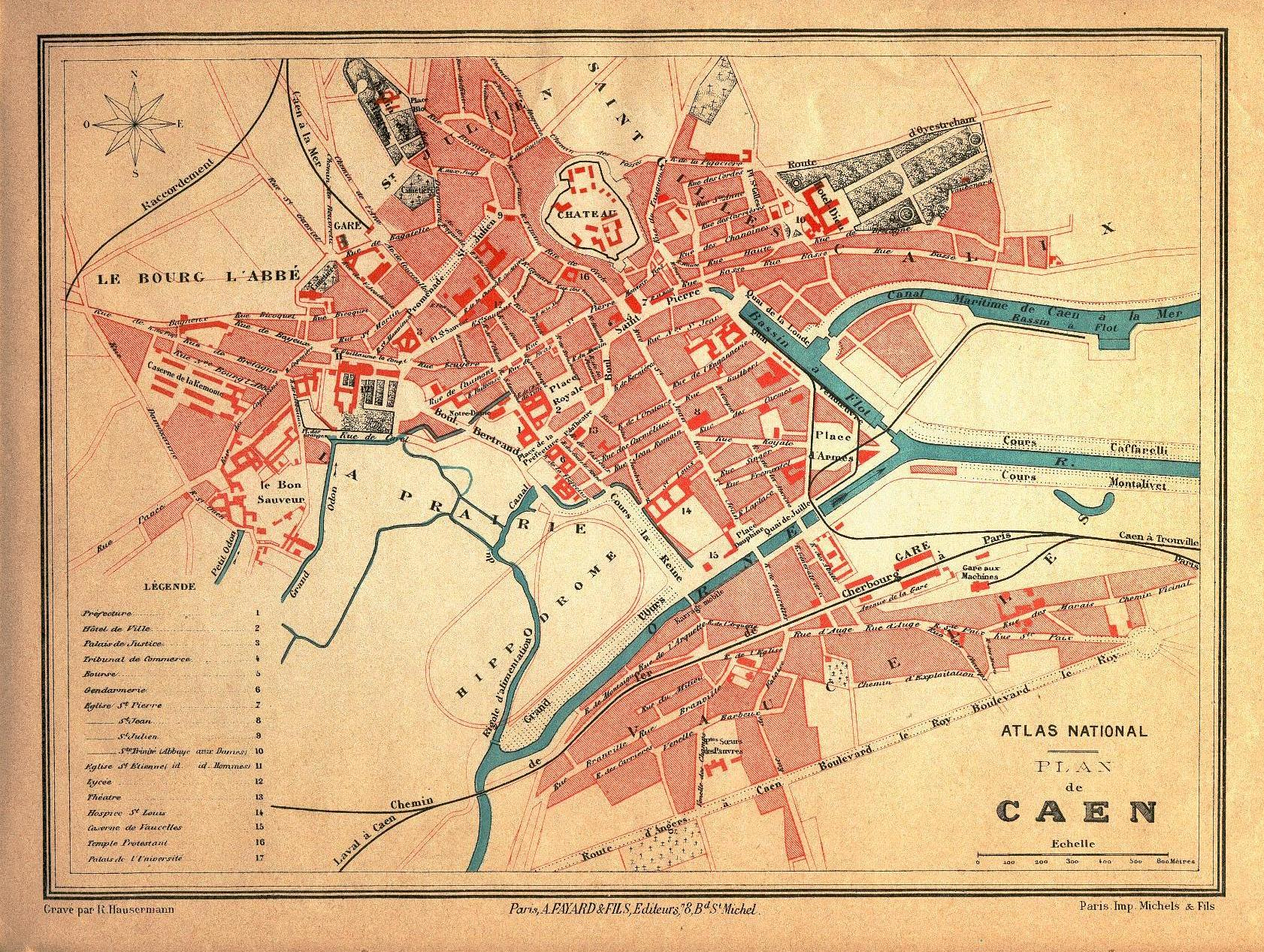
Caen en 1890.

La stagnation démographique du XIXe siècle
Au XIXe siècle, la croissance démographique dans le Calvados est très faible. Le développement industriel y reste très limité, notamment du fait de son éloignement des centres industriels européens, et les centres urbains, dont l'activité dépend depuis des siècles des richesses agricoles, connaissent un déclin relatif. Parallèlement, le département subit les effets négatifs de la concentration démographique vers Paris. La ville de Caen n'échappe pas à ce marasme démographie. Entre 1806 et 1856, la population caennaise augmente lentement, passant de 36 231 habitants en 1806 à 45 280 en 1851. Puis la ville entre jusqu'au début du XXe siècle dans une phase de « stagnation exceptionnelle ». De 41 394 habitants en 1856, on passe seulement à 45 380 en 1906 ; régulièrement, l'évolution est même légèrement négative : – 3 886 habitants entre 1851 et 1856, — 2 559 entre 1861 et 1876 — et 938 entre 1891 et 1906. Alors même que la croissance démographique est forte dans de nombreuses villes, notamment de l'ouest de la France comme Rennes ou Tours qui doublent leurs populations, la très faible croissance de la population caennaise entraine un net recul de la cité bas-normande dans la hiérarchie urbaine nationale : 19e ville de province la plus peuplée en 1856, elle n'est plus que la 38e en 1911.
La reprise du développement et l'apparition de la banlieue dans la première partie du XXe siècle
La croissance démographique reprend à partir de 1906. En 1936, les Caennais étaient 61 334. La ville sort de ses limites historiques et s'étend sur les pentes au-dessus de la vieille ville (quartier bourgeois autour de la gare Saint-Martin, ouverte en 1884 ou quartier plus populaire au-dessus de Vaucelles). Et surtout l'ouverture d'usines, en particulier des hauts-fourneaux de Mondeville ou des chantiers navals de Blainville-sur-Orne en 1917, provoque une importante croissance démographique des communes de la périphérie est et sud-est de Caen ; la population de Colombelles et de Mondeville triple entre 1911 et 1936.

### L'évolution urbaine
Une modernisation inachevée.

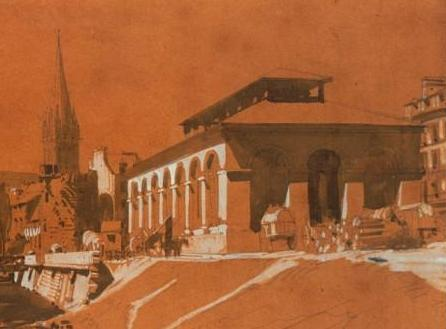
La nouvelle poissonnerie, construite en 1832.

Pour autant la ville continue à évoluer en se transformant. Dans la première partie du siècle, on achève souvent à grand peine les travaux commencés à la fin du siècle précédent et interrompus par la Révolution (caserne Hamelin en 1835, palais de justice dans les années 1840). Dans les années 1820-1830, les nouveaux travaux d'urbanisme s'inscrivent dans le mouvement enclenché au siècle précédent. Les quelques vestiges des fortifications sont détruits (vestiges de l’enceinte de l’Abbaye aux Dames en 1821, Tours du Massacre et Malguéant en 1830). Les rues sont pavées et les ponts reconstruits. La plus importante opération est la démolition de l'Hôtel-Dieu, après son transfert dans l'ancienne abbaye aux Dames en 1823, et le percement de nouvelles voies publiques à son emplacement (rue Singer, de la Marine, Laplace, quai de Juillet) par David Singer,.
Mais c'est surtout sous le mandat de François-Gabriel Bertrand (1848-1870) que les plus importantes opérations d'urbanisme sont menées. Afin de disposer d'un outil juridique pour lutter contre l'insalubrité et pour permettre l'embellissement de la ville, la municipalité demande et obtient en 1854 l'application du décret-loi du 26 mars 1852 relatif aux rues de Paris. Celui-ci oblige les propriétaires à nettoyer et à rafraîchir régulièrement leurs façades. Il réglemente également le nivellement des voies, l’alignement des immeubles et le raccordement à l’égout. En 1857, un réseau complet de distribution d'eau est achevé. En 1861-1862, le quartier de la Foire, devenu un taudis après le transfert de la foire sur le grand cours (cours Koenig), est rasé et de nouvelles rues sont tracées (rue Daniel-Huet, rue Sadi-Carnot, etc). À la même période, le cours de la petite Orne et une partie des Odon sont couverts. Au-dessus de la petite Orne est aménagé le boulevard Saint-Pierre (actuels boulevards Maréchal Leclerc et des Alliés). Plusieurs rues sont alignées et élargies, notamment à Vaucelles (rue de l'Arquette, rue de Montaigu). Toutefois contrairement à beaucoup d'autres villes imitant notamment les transformations de Paris sous le Second Empire (rue Jeanne-d'Arc à Rouen, rue Nationale à Tours), aucune grande nouvelle artère n'est percée dans le tissu urbain existant, notamment sur l'île Saint-Jean qui ne dispose que d'un seul axe nord-sud jusqu'au milieu du XXe siècle.
Deux cimetières qui n'avaient pas été transférés en 1783-1784 le sont au XIXe siècle : le cimetière Saint-Gilles, transféré à côté du cimetière Saint-Pierre en 1831, et surtout le cimetière de Vaucelles, transféré à son emplacement actuel en 1866. Mais les cimetières ouverts dans les années 1780 s'avèrent insuffisant. Le 31 mai 1880, le conseil municipal vote l'agrandissement de cimetière de Vaucelles et la création de deux nouveaux cimetières au nord-ouest (rue Saint-Gabriel), ouvert en juin 1885 et au nord-est (route de Ouistreham), ouvert en janvier 1886. Ces deux cimetières doivent être agrandis en 1938.
En 1891, la ville de Caen passe une convention avec la société régionale d'électricité afin de fournir de l'électricité aux habitants de la ville et une usine électrique est construite à l'angle de la promenade du Fort et du boulevard Bertrand. Le système de transports publics urbains s'organise progressivement. En 1856, deux lignes d'omnibus à traction hippomobile sont mises en service. En 1895, la Compagnie des omnibus-tramways caennais ouvre une ligne de tramway à traction animale. Deux ans plus tard, décision est prise de doter la ville d'un tramway électrique, mais le réseau des tramways électriques de Caen constitué de trois lignes n'est inauguré qu'en décembre 1901,.
La ville se dote d'équipements sportifs et culturels. Un nouveau théâtre est inauguré en 1838. Plusieurs musées sont ouverts, le plus souvent par des sociétés savantes, dans la deuxième partie du XIXe siècle : muséum d'histoire naturelle (1823), musée de la Société française d'archéologie (1855), musée des antiquaires de Normandie (1860), musée Langlois (1888). Après une première course de trotteurs organisée dans la Prairie le 26 août 1837 par la Société d'agriculture et de commerce de Caen, l'hippodrome de la Prairie est ouvert de façon permanente en 1839. Dans les années 1890, sont ouverts un vélodrome (1895) et des courts de tennis (1894). La première séance de cinéma est organisée à Caen le 16 novembre 1896, un an après la première séance en public à Paris. Les séances sont ensuite organisées lors des foires. La première véritable salle de cinéma, l'Omnia, est ouverte en 1909 sur l'avenue Albert Sorel (à l'emplacement du stade Hélitas).
Du côté de l'instruction publique, l'EPS des garçons est inauguré le 4 octobre 1903 au 72 rue de Bayeux (le lycée Charles-de-Gaulle occupe maintenant ces locaux).

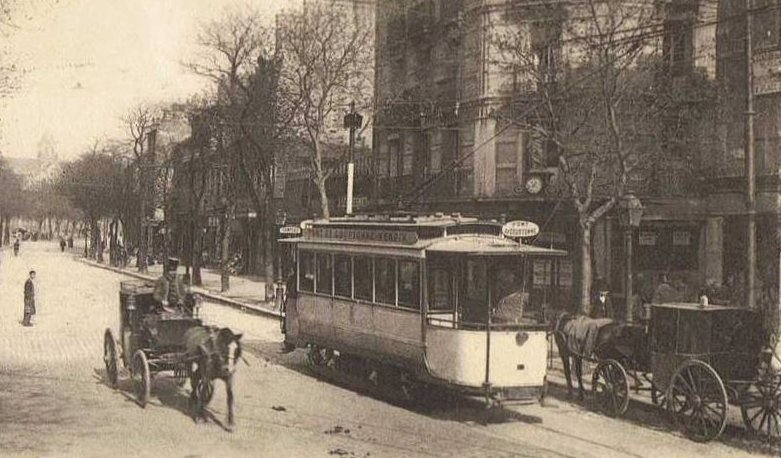
Ancien tramway de Caen sur le boulevard Saint-Pierre (boulevard des Alliés).

Les activités polluantes sont éloignées des secteurs les plus denses de l'espace urbain. On transfère la poissonnerie, située à côté de l'église Saint-Pierre, dans une halle moderne construite en 1832 sur les bords de l'Odon,. La même année, on commence les travaux de nouveaux abattoirs à la périphérie de la ville ; construit à Vaucelles, l'établissement est composé de plusieurs halles entourées de cours permettant de diviser les tâches (stockage, abattage, préparation de la viande). Dans les deux cas, un soin particulier est apporté à l'hygiène : les bâtiments sont aérés et l'architecte prévoit des équipements nécessaires pour nettoyer les salles à grande eau. La halle de la boucherie située en plein centre-ville est détruite vers 1856 et de nouveaux immeubles sont construits à son emplacement. Dans l'ancien quartier de la foire, sont construits non seulement des maisons bourgeoise, mais également des équipements publics (gendarmerie, établissement des bains et lavoirs). Par souci d’hygiène encore, un nouvel hôpital est construit sur les hauteurs de la ville. Les salles de l'Hôtel-Dieu ne correspondent déjà plus aux normes modernes de l'hygiène et l'hospice Saint-Louis, construit au XVIIe siècle, est devenu trop insalubre. En 1897, l'administration des hospices décident de transférer ce dernier à l'abbaye aux Dames et de construire un nouvel établissement de soins. Ce dernier, l'actuel hôpital Clemenceau, est inauguré en 1908.
Mais cette mutation urbaine demeure inachevée. Les conditions de vie dans la vieille ville et ses faubourgs sont difficiles. La ville est très dense et les immeubles sont souvent insalubres. Le développement des quartiers sur les coteaux nord de la ville (rue du XXe siècle, rue de Bagatelle, etc) a pour conséquence une certaine paupérisation de certaines rues anciennement bourgeoises du centre-ville, notamment sur l'île Saint-Jean. Des épidémies frappent régulièrement la ville et le taux de mortalité est supérieur à ceux des autres villes de France. Comme dans le reste de l'Ouest de la France, l'alcoolisme fait des ravages ; en 1896, c'est la quatrième ville où l'on boit le plus d'alcool en France. Cette consommation excessive d'alcool n'est pas sans conséquence sur la santé des habitants. Entre 1899 et 1908 par exemple, 25 % des internements au Bon-Sauveur ont pour cause l'alcoolisme et cette part s'élève à 37 % en 1937. Des articles du début des années 1930 présente Caen comme une ville sale et insalubre. En 1906, le conseil municipal décide ainsi de réaménager le quartier du château dans un but d'hygiène et de moralité publiques. Les vieilles maison de la rue du Ham, considérées comme des taudis sont rasées, et une grande place est aménagée en 1909 devant la barbacane de la porte Saint-Pierre. 
Étudié à partir de 1930, le plan d’aménagement, d'extension et d'embellissement de la ville, dit le plan Dauger, est déclaré d'utilité publique le 13 octobre 1938. En parallèle, de nouvelles opérations d'urbanisme sont menées tout au long de la décennie en cohérence avec le plan en cours d'élaboration. Ces projets se placent dans la lignée de celles entreprises au XIXe siècle. De 1932 à 1935, de grands travaux d'assainissement font définitivement disparaître les Odon. La Société Eau et assainissement est chargée d’établir un système séparant les eaux pluviales et les eaux usées. Des canalisations sont posées dans le lit des rivières coulant dans le centre de la ville et une station d’épuration est construite. Place Courtonne, la Rigole alimentaire est recouverte. En 1935, les principales rues de la ville sont goudronnées. En 1934, la gare de Caen est reconstruite par Henri Pacon et, en 1938, une gare routière est érigée pour les Courriers normands au cœur de la ville. En 1932, un réseau de bus urbains complète, puis remplace à partir de 1937 le réseau de tramways électriques. Un nouvel hôtel des postes est érigé en 1932 par Pierre Chirol sur la place Gambetta, devenue le centre du nouveau quartier administratif de la ville. La démolition de l'ancien hospice Saint-Louis après la fin de la Première Guerre mondiale libère un vaste terrain de 23 000 m2 dans le centre de la ville. Mais la greffe ne prend pas et le quartier Saint-Louis connaît un développement limité. La restauration de certains monuments historiques est également entreprise.

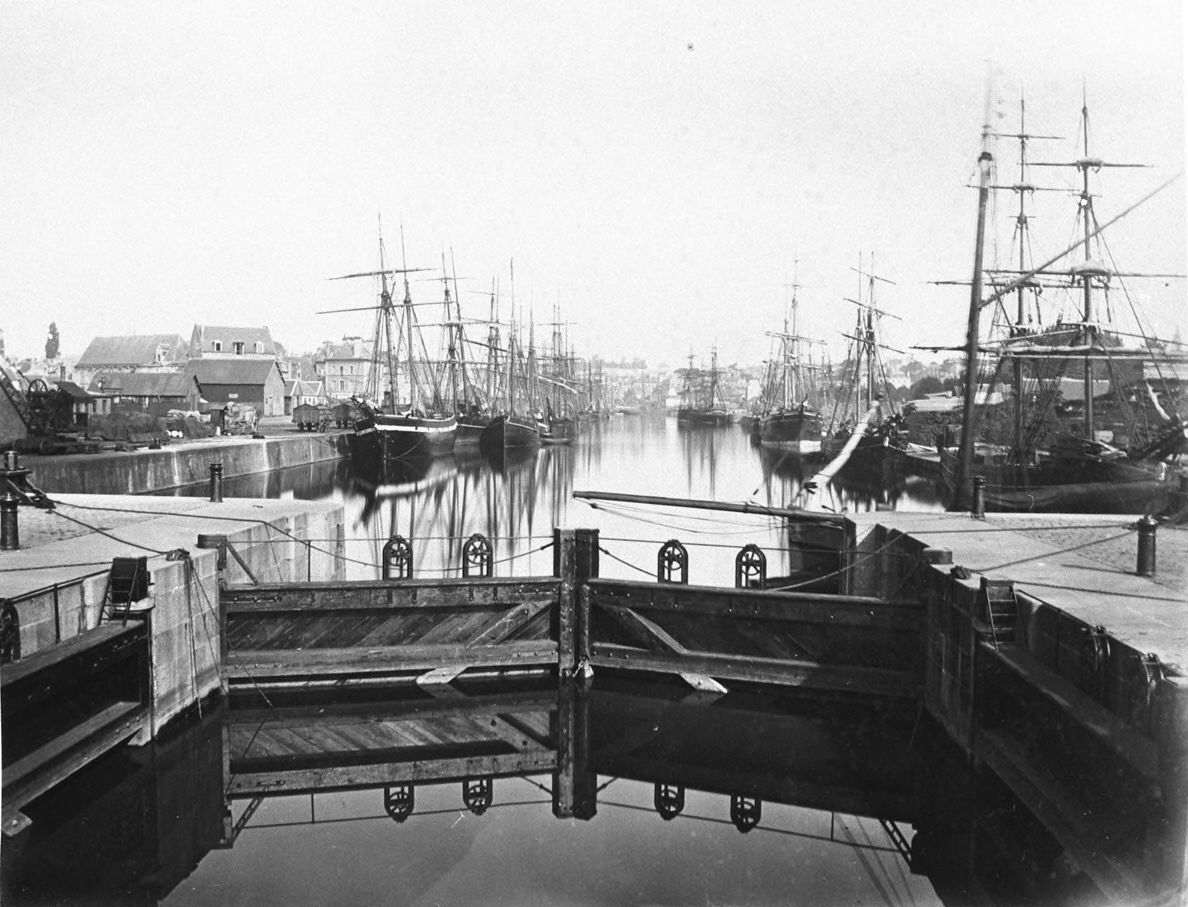
Le port de Caen en 1873.

Les grandes infrastructures de transport.
De grands travaux pour améliorer les moyens de communication changent également profondément la physionomie de la ville. Le port achève son autonomisation vis-à-vis de l'espace urbain commencé au XVIIIe siècle. Plusieurs projets, encouragés par la société d'agriculture et de commerce de Caen, sont ébauchés afin de contrecarrer l'ensablement de l'Orne rendant le port difficile d'accès. L'idée du creusement d'un canal entre Caen et la mer se précise peu à peu. En 1836, l'ingénieur Pattu présente un projet reprenant les grands lignes d'un précédent projet présenté par l'ingénieur Cachin en 1797. Il prévoit le creusement d'un canal latéral partant d'un bassin creusé dans les jardins de Courtonne et débouchant par une écluse à sas à l'intérieur de la pointe du Siège. Le projet est accepté et les travaux du bassin Saint-Pierre, qui consistent à élargir le canal creusé à la fin du XVIIIe siècle, commencent en 1839. Le canal de Caen à la mer n'est finalement inauguré qu'en août 1857. À partir du milieu du XIXe siècle, le port se développe donc principalement autour du bassin Saint-Pierre, puis en aval dans la presqu'île formée par l'Orne et le canal après le percement de nouveaux bassins (Nouveau bassin percé de 1877 à 1880, élargi en 1911-1912 ; bassin d'Hérouville après 1917).

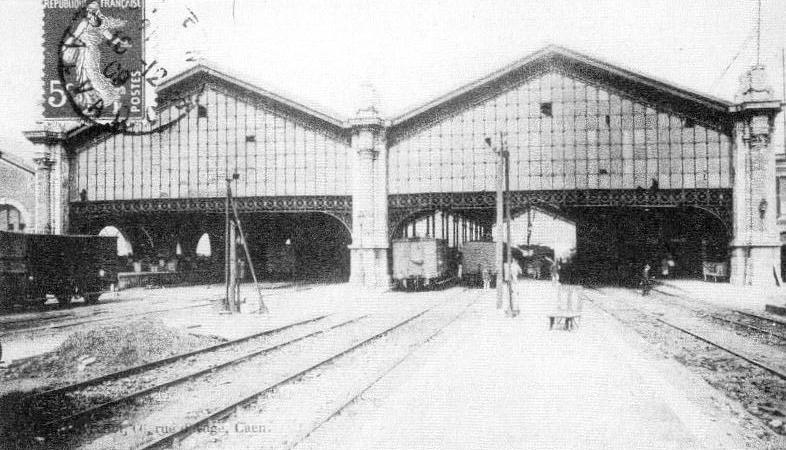
Gare de Caen, ouverte en 1857.

Parallèlement, un nouveau moyen de locomotion fait son apparition : le train. La réalisation d'une nouvelle ligne reliant Paris à Caen est concédée dès 1846, mais les travaux de cette ligne ne commencent qu'en 1853 du fait de la crise financière de 1847 puis des événements de 1848. À Caen, une vive polémique oppose les édiles sur l'emplacement de la nouvelle gare à construire. Six projets à différents endroits de la ville sont proposés, mais deux options principales sont en fait opposées ; l'un prévoit de construire la gare au plus près du centre-ville, l'autre à proximité du port de Caen. Faute d'accord, les premiers trains de la Compagnie des chemins de fer de l'Ouest en provenance de Paris arrivent à partir de 1855 dans une gare provisoire bâtie à Mondeville. En fin de compte, la compagnie de l'Ouest obtient gain de cause et la gare de Caen est construite en 1857 derrière les abattoirs de Vaucelles à proximité du port de Caen auquel elle est directement reliée grâce à un embranchement ferroviaire. Dès 1858, la ligne est prolongée jusqu'à Cherbourg à travers le Bessin. Ce prolongement traverse Vaucelles sur un remblai sans être véritablement accompagné d'une opération urbaine de grande importance, ce qui fait dire à un observateur que « le chemin de fer dans ce faubourg de Vaucelles a l'air de suivre la trouée d'un boulet de canon ; ce ne sont, des deux côtés de la voie, que maisons ouvertes, pans de murs renversés et jardins coupés en deux ». Plusieurs lignes sont ensuite construites à la fin du XIXe siècle pour relier Caen à son arrière-pays et une deuxième gare, la gare de Caen-Saint-Martin, est érigée en 1884 au nord de la ville. L'étoile ferroviaire de Caen se constitue rapidement dans les années 1870-1880 : ligne Caen - Flers vers la Suisse normande (1873), ligne de Caen à la mer pour desservir les stations balnéaires de la Côte de Nacre (1875-1877), ligne Caen - Dozulé-Putot pour faciliter l'accès aux stations balnéaires de la Côte Fleurie (1881) et enfin ligne Caen - Vire vers le bocage virois (1886-1891). La ville est également reliée à Rennes, Rouen et Tours grâce à des embranchements ferroviaires sur la ligne principale Paris - Cherbourg. La ville est également reliée à la Côte de Nacre, à la Côte Fleurie (1893) et à Falaise (1902) par les tramways à vapeur des Chemins de fer du Calvados, réseau de voies ferrées d'intérêt local à voie étroite de type Decauville (0,60 m).
Le développement de l'aviation intéresse également le public caennais. Du 27 juillet au 3 août 1910, un grand meeting est organisé sur le terrain de manœuvre de la Guérinière, mais ce n'est qu'à la fin des années 1920 qu'on projette d'ouvrir à Caen un aérodrome à usage commercial. Différents terrains sont envisagées : au Sud à Cormelles-le-Royal ou Fleury-sur-Orne, au Nord à Épron ou l'Ouest à Carpiquet. Afin de rentabiliser le coût des travaux, il est prévu d'y associer des activités civiles et militaires. En 1935, l'État annonce son intention d'ouvrir une base aérienne aux environs de Caen. Malgré des problèmes de financement et après trois ans de travaux, la base aérienne 720 Caen-Carpiquet est officiellement inaugurée le 17 août 1939. Mais elle n'est pas alors totalement opérationnelle et les travaux sont terminés par l’armée allemande après leur arrivée en juin 1940. L’éclatement de la Seconde guerre mondiale empêche également le développement d’activités civiles et les premières lignes commerciales ne sont ouvertes que dans la deuxième moitié du XXe siècle.
Un développement industriel limité

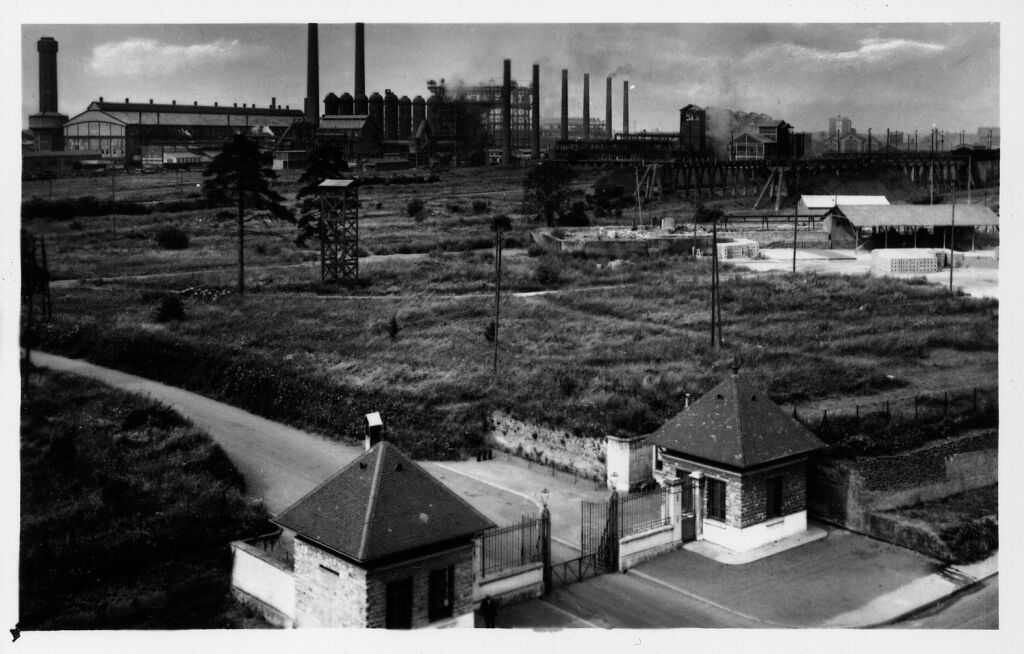
Société métallurgique de Normandie.

Contrairement à d'autres villes françaises et malgré le développement des infrastructures de transport, l'industrie s'implante peu dans la région caennaise et empêche le développement de la cité. Caen reste au milieu du XIXe siècle un centre commercial d'importance moyenne. Reconnaissant que « l'industrie est l'une des conditions essentielles du développement et de la richesse d'une ville [et] que de son extension découle la prospérité du commerce local », le conseil municipal crée en 1903 une commission d’initiative et d’études afin de favoriser l’établissement de grandes industries.
En 1909, August Thyssen achète des terrains sur le plateau de Colombelles pour construire une usine métallurgique. Les travaux commencent en 1912 et le premier haut fourneau du site est ouvert le 19 août 1917. Cette usine, qui prend le nom de Société métallurgique de Normandie en 1925 modifie profondément la physionomie de la banlieue sud-est de la ville. Des cités ouvrières sont construites à Mondeville, Colombelles et Giberville, la plus importantes étant Le Plateau bâti à cheval sur ces trois communes.

## Caen dans la Seconde Guerre mondiale

### De la préparation de la guerre à l'Occupation

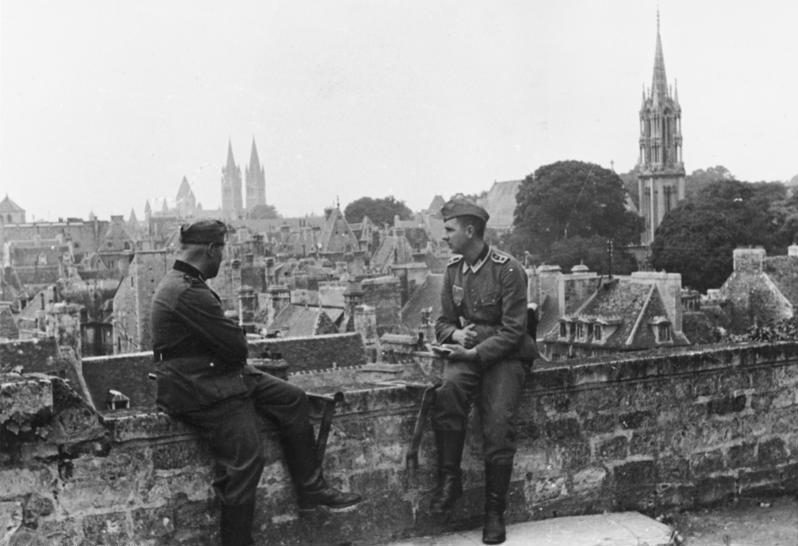
Soldats allemands sur la terrasse d'artillerie du château en juillet 1940.

Le 26 mai 1939, la municipalité d'André Détolle décide, en prévision de la guerre qui s'annonce, d'acquérir 100 masques anti-gaz et 75 ensembles en toile huilée aux établissement Remy de Ile à Angers pour le personnel de défense passive. L'achat d'une autopompe Laffy de 6 cylindres est voté, ainsi qu'une monopompe Drouville et 1 km de tuyaux de toile de 70 mm et 500 m de tuyaux de toile de 40 mm. Le 18 juin 1940, Caen est déclarée ville ouverte ; les premiers Allemands entrent dans la ville. L'entrée des Allemands se fait sans heurts mais une Caennaise qui donnait une indication de direction à un soldat allemand est quasiment lynchée par des passants. L'administration allemande s'installe dans différents lieux de la ville : Feldkommandantur 723, dont l'autorité s'étend sur le département du Calvados, à l’hôtel Malherbe, la Kreiskommandantur 884, au niveau de l'arrondissement, et l'Orstkommandantur 630 dans les locaux de l'administration municipale.
Les difficultés se font vite ressentir entre les hommes prisonniers de guerre et la présence allemande. Ainsi, le réseau de transport en commun fonctionne mal, les bus ne circulent plus faute de véhicules et de carburant. Le 10 août 1940, après qu'un film d'actualité allemand ait été sifflé au cinéma le Majestic, la Feldkommandantur impose un couvre-feu de 22 h à 5 h. Le 11 novembre de la même année, une manifestation de résistance à l'occupant éclate et une cérémonie improvisée devant le monument aux morts de 1914-1918 est organisée sur la place Foch où se trouve la Feldkommandantur.
Malgré la guerre qui s'annonçait, Caen a continué à discuter des projets sociaux et envisage de réduire la crise du logement. La construction de 100 logements à bon marché sur les hauteurs de Vaucelles décidée en mai 1939 est confirmée en novembre 1940. Lors du même séance du conseil municipal, la construction de 84 autres logements à la Haie Vigné sont décidées. Dans le centre-ville, le quartier des Quatrans doit également être assaini par la destruction de taudis, l’élargissement de la rue des Teinturiers et la création de deux nouvelles voies. Ces travaux visent à lutter contre l'habitat insalubre, mais également à offrir du travail aux chômeurs de la ville.
Le 15 octobre, la Feldkommandantur fait paraître dans la presse locale un avis pour le recensement des juifs.
Les difficultés de ravitaillement se font de plus en plus ressentir et le bois pour se chauffer commence à manquer. Ainsi, la ville décide, au mois de novembre, de découper les arbres du cours Caffarelli et fait venir de la forêt de Balleroy 4 135 stères. Le 28 novembre, la municipalité créée l'office municipal de la jeunesse (OMJ) afin d'occuper les jeunes caennais (travail, loisirs).
À partir de 1941, le quartier de la gare est la cible de plusieurs bombardements aériens de la Royal Air Force. C'est aussi à cette époque que les premiers actes de sabotages font leur apparition dans la ville. Sont particulièrement visés les câbles de communication. Dès lors, les autorités occupantes infligent à la ville une amende d'un million de francs.
En août 1941, le conseil municipal vote 75 000 francs d'aménagements pour le stade de Venoix et le stade Hélitas avec la construction de terrains de basket et d'équipements pour le saut en longueur et en hauteur.

### La Libération

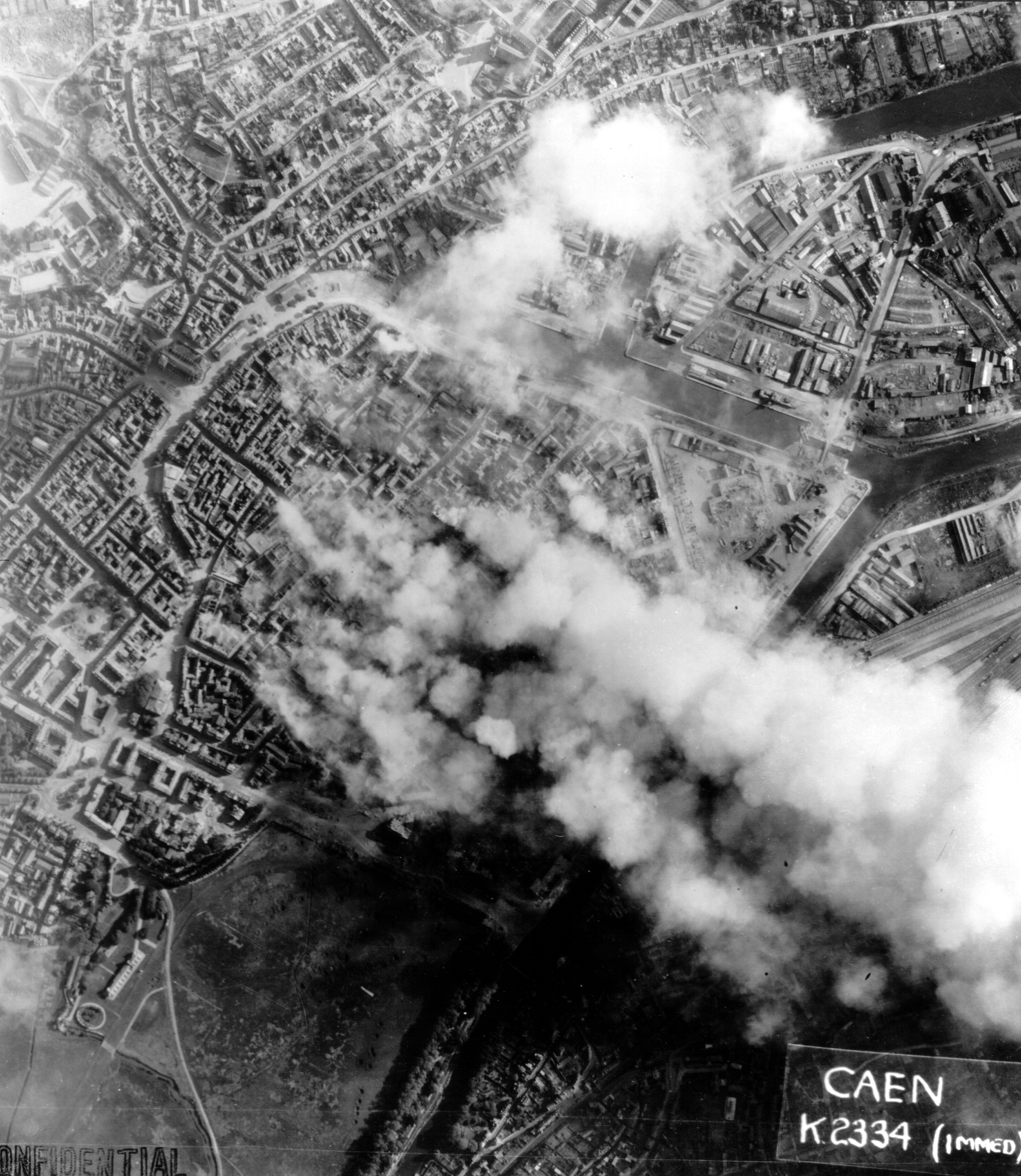
Vue aérienne des bombardements sur Caen le 6 juin 1944.

Après le débarquement en Normandie (Jour J), l'objectif majeur des Alliés est Caen. Selon le plan initial, Caen devait être libre dès le 6 juin 1944 au soir. Mais les Alliés se trouvent totalement bloqués dans la campagne au nord de la ville. Commencent alors une série de bombardements quotidiens qui détruisent une grande partie de la ville, notamment du fait d'incendies qui ne sont arrêtés que le 18 juin.
Le 7 juin, les Britanniques lancent l'opération Perch censée permettre l'encerclement de la ville par l'Ouest. Mais cette opération est un échec. À partir du 25 juin, ils attaquent à nouveau dans le cadre de l'opération Epsom. La progression est lente et l'état-major décide le 7 juillet de mener une attaque frontale, l'opération Charnwood. La ville subit alors le pire bombardement. L'hôtel de ville est définitivement détruit et le palais des facultés s'enflamme. Le 9 juillet, la rive gauche de l'Orne est libérée par les forces canadiennes qui ont combattu pendant un mois les troupes S.S.. Les opérations Goodwood et Atlantic permettent de libérer la totalité de la ville 10 jours plus tard. L'opération Goodwood prend fin le 20 juillet et le front se stabilise à moins d'une dizaine de kilomètres au sud de Caen. Les opérations Spring, Totalize et Tractable mettent définitivement la ville à l'abri en août 1944.
Chaque opération est appuyée par des tirs d'obus de marines et par des bombardements aériens. Mais la Luftwaffe et les batteries allemandes installées sur les hauteurs de la ville comme à Vaucelles ou sur la route de la Délivrande font également énormément de dégâts jusqu'à la mi-août. Les derniers obus allemands, tirés depuis les environs de Cabourg, tombent sur la ville le 14 août. Au total, Caen a perdu en un mois de bombardements environ 68 % de son volume bâti. Les villes et villages de la banlieue de Caen ont également été dévastés. À Colombelles, la Société métallurgique de Normandie n'est plus qu'un amas de ruines.
Aux 3 000 à 8 000 victimes des bombardements, s'ajoutent des civils ou des militaires massacrés à Caen et dans sa périphérie par les troupes nazies en retraite. Alors que l'évacuation de la ville est décidée le 6 juin, la Gestapo ouvre les portes de la maison d'arrêt de la Maladrerie. 87 des 116 prisonniers politiques et otages, parmi lesquels 3 femmes, sont eux amenés dans les courettes de promenade, et fusillés. En application des dispositions « Nuit et brouillard », les corps sont transportés et les archives de la prison détruites, si bien que les corps n'ont jamais été retrouvés,. De nombreux soldats canadiens faits prisonniers pendant la bataille sont amenés à l'abbaye d'Ardenne, à Saint-Germain-la-Blanche-Herbe, où s'est installée la 12e division allemande SS-Panzer Hitlerjugend. Du 8 au 17 juin, onze d'entre eux sont emmenés derrière l'abbaye et exécutés au mépris des conventions de Genève. Le 20 juillet, à Cormelles-le-Royal, les six membres d'une famille ayant décidé de rentrer chez eux malgré l'ordre d'évacuation allemand sont retrouvés et fusillés par les S.S.
Pour un article plus général, voir Massacres perpétrés par les Allemands en France durant la Libération de 1944.

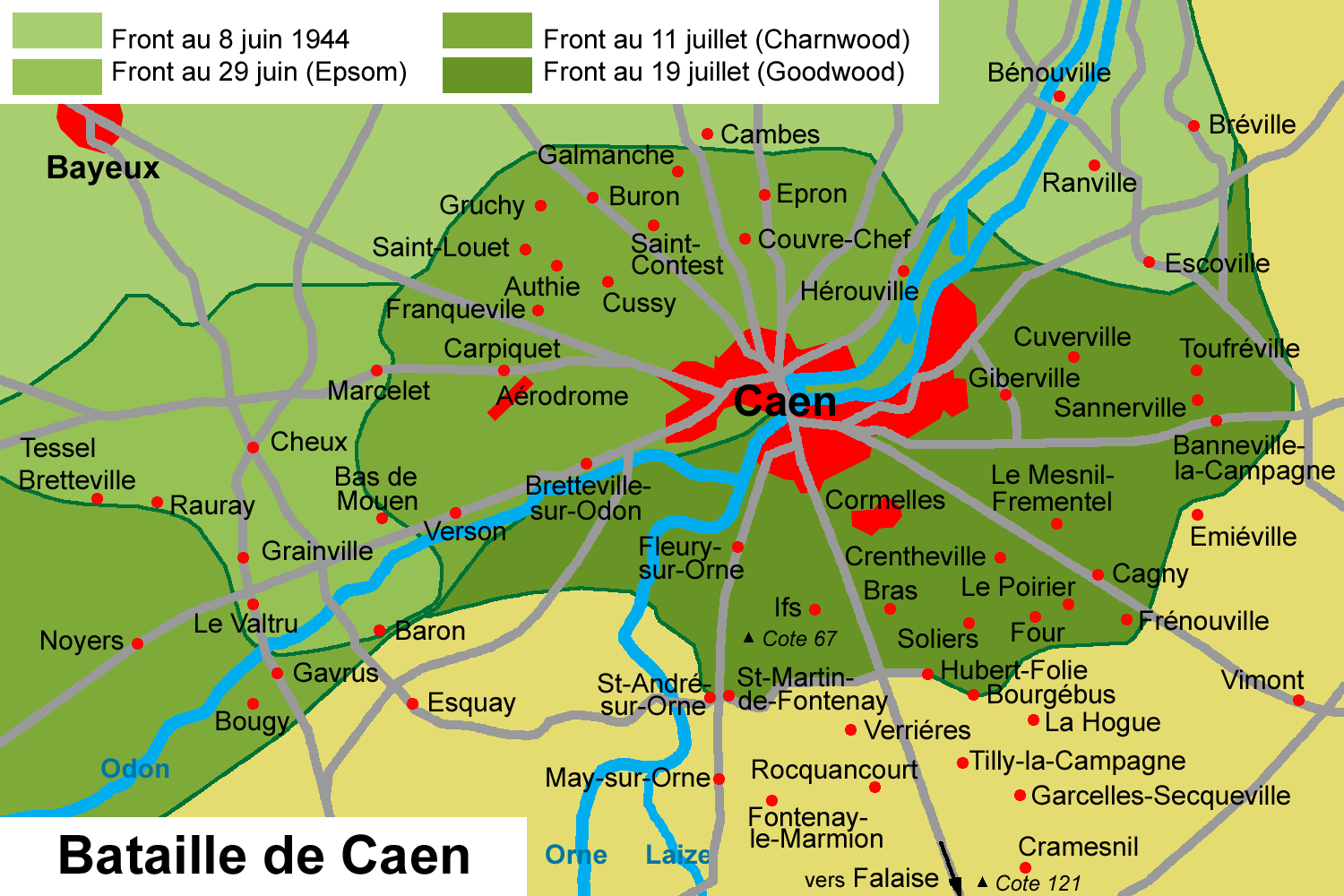
Avancée des fronts.
Opération Perch (12 juin).
Opération Charnwood (7-9 juillet).
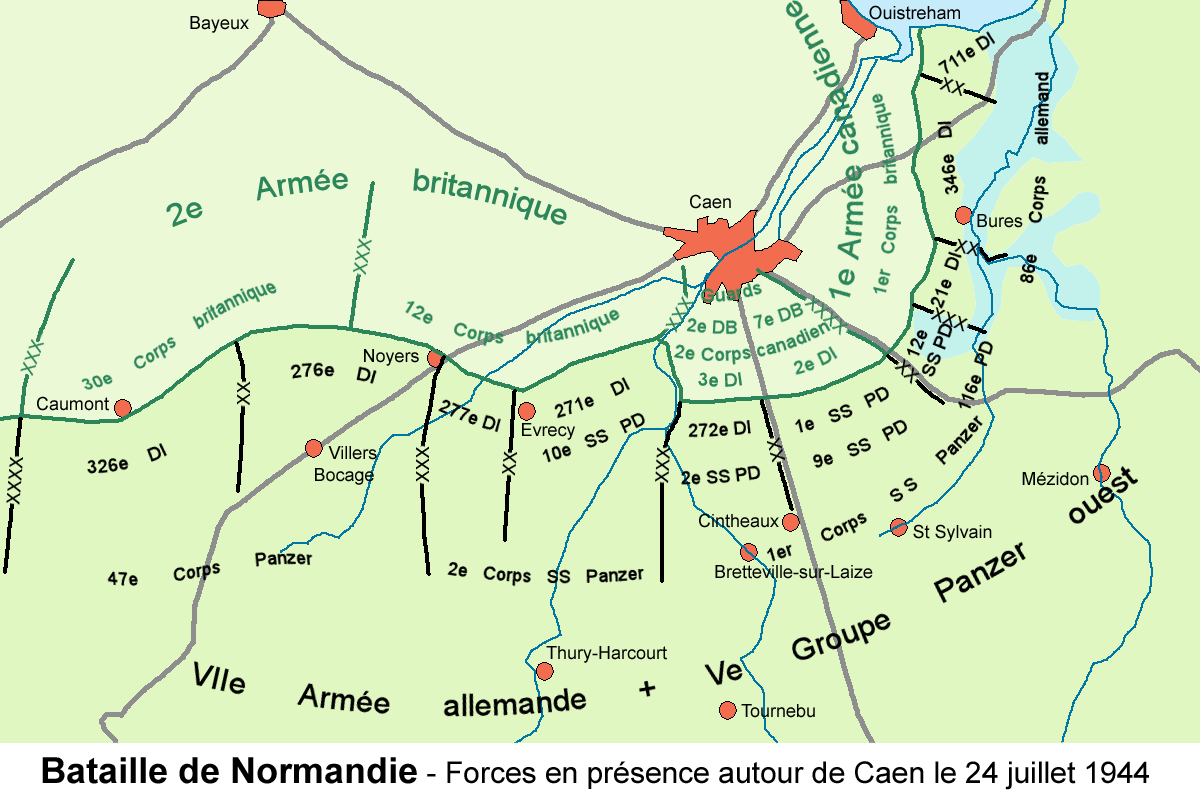
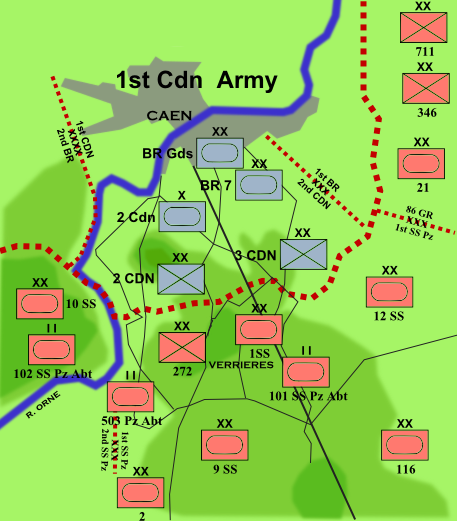
Opération Spring.
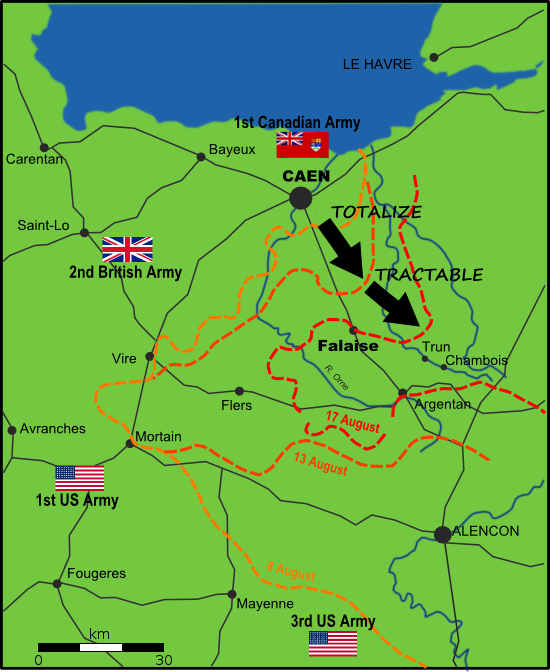
Opération Tractable (8-17 août).

## La ville contemporaine

### La Reconstruction
Le plan de reconstruction et d'aménagement de la ville est approuvé le 22 mai 1946. La reconstruction de Caen a officiellement duré de 1947 à 1963 avec de larges avenues rectilignes bordées par des immeubles de pierre de Caen d'environ cinq étages, ce qui lui confère une grande unité architecturale. De nombreux immeubles qui avaient un toit plat ont été chapeautés d'un toit à pentes traditionnel.
Caen a été décorée de la Légion d'honneur en 1948.

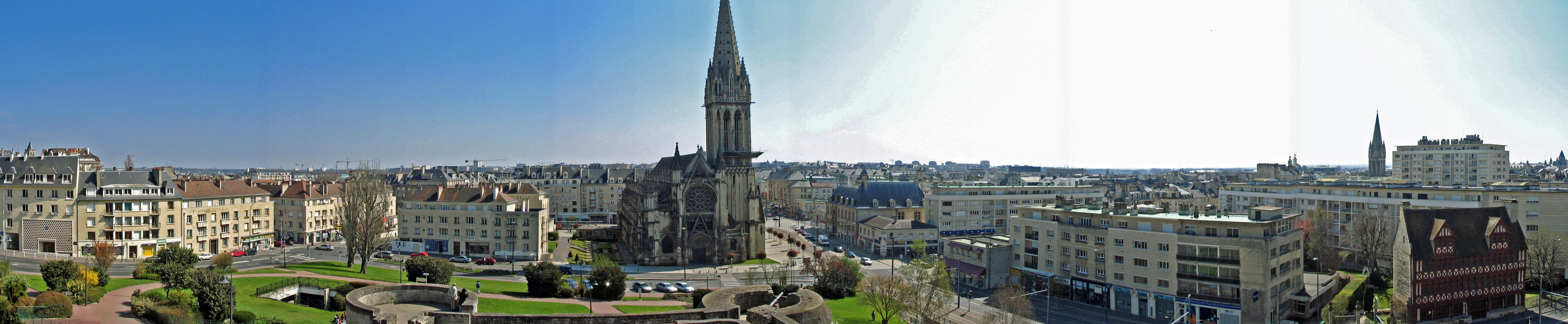
Panorama depuis le château de Caen : ville reconstruite et ville ancienne.

### Des Trente Glorieuses à la récession: l'émergence de l'agglomération caennaise
Dans les années 1950-1960, la population de Caen est marquée par un des plus forts taux de croissance de France (+56, 7 % entre 1954 et 1975). Afin de faire face à cet accroissement de la population, le plan d'urbanisme directeur de l'agglomération caennaise, élaboré en 1959 et approuvé en novembre 1965, prévoit la création de nouveaux quartiers en périphérie du centre historique au sud de la ville (Guérinière, Grâce de Dieu) et de part et d'autre du futur boulevard périphérique nord (Chemin Vert, Pierre Heuzé). La banlieue de Caen se développe également rapidement. La zone à urbaniser en priorité d'Hérouville-Saint-Clair est officiellement créée le 19 octobre 1960 en même temps que celles de la Pierre Heuzé et du Chemin vert à Caen. La population de cette commune explose : 1 784 habitants en 1962, 9 041 en 1968 et 23 712 en 1975. L'étalement urbain, qui avait commencé au début du XXe siècle, s'accélère considérablement marquant davantage le paysage de la plaine de Caen.
Depuis 1975, la population dans la ville centre a tendance à baisser. Mais parallèlement la population de l'aire urbaine de Caen est à la hausse, signe d'un fort mouvement de périurbanisation. En 1990, 51 % de la population de la zone de peuplement industriel et urbain de Caen habitait dans la zone périurbaine de Caen. Les petites villes comme Douvres-la-Délivrande et les communes rurales environnantes se développent grâce à leur proximité avec la ville-centre (zone d'emploi, commerces, culture, etc.) ; mais elles conservent pour autant leur autonomie et leur identité spatiale. Afin de mieux organiser le développement de l'agglomération et de sa zone d'influence immédiate, des structures administratives intercommunales plus ou moins lâches ont été mis en place. En 1990, le District du grand Caen est créé ; il regroupe Caen et les dix-sept communes de sa banlieue. La suppression des districts par la Loi Chevénement du 12 juillet 1999 entraîne la transformation en 2002 du district en une communauté d'agglomération. La Communauté d'agglomération du Grand Caen est rebaptisée en 2004 communauté d'agglomération Caen la Mer. Elle élargit son périmètre en 2003-2004 en accueillant onze communes supplémentaires, pour la plupart située au nord de Caen, puis en 2013 avec six communes supplémentaires. Caen la Mer regroupe alors 236 167 habitants. Parallèlement, le Pays de Caen est créé en 2006 afin d'élaborer un schéma de cohérence territoriale. Ce pays regroupe 141 communes (395 498 habitants en 2007).
L'agglomération est dotée d'équipements d'envergure nationale : le Grand accélérateur national d'ions lourds sur le plateau nord de Caen en 1983, Mémorial de Caen à la Folie-Couvrechef en 1988, l'Institut mémoires de l'édition contemporaine dans l'ancienne abbaye d'Ardenne en 2004.

Boulevard périphérique de Caen.
Réseau routier autour de Caen.
Réseau TVR.